# Iglesia de Nuestra Señora de Dijon
La iglesia [de] Nuestra Señora de Dijon (en francés: église Notre-Dame de Dijon) es una iglesia medieval francesa, considerada una obra maestra de la arquitectura gótica del siglo XIII que se encuentra en el corazón de las 97 hectáreas del sector protegido de Dijon, inscrito desde el 4 de julio de 2015 como Patrimonio de la Humanidad de la UNESCO como parte del viñedo de Borgoña. La iglesia se alza en la plaza de Notre-Dame, cerca del Palacio de los duques y de los Estados de Borgoña y tiene frente a la calle Musette. Se estima que el edificio actual fue construido desde 1229 hasta alrededor de 1250.
Esta iglesia alberga la imagen de Nuestra Señora de la Buena Esperanza, antes conocida como la Vierge noire. También se adorna con dos de los símbolos de la ciudad de Dijon: el Jacquemart y la lechuza.
La iglesia fue clasificada como monumento histórico de Francia por la lista de año 1840. La capilla de la Asunción, la sacristía y la galería que la conecta con la iglesia están registrados como monumentos históricos desde el 5 de julio de 2002.

## Historia

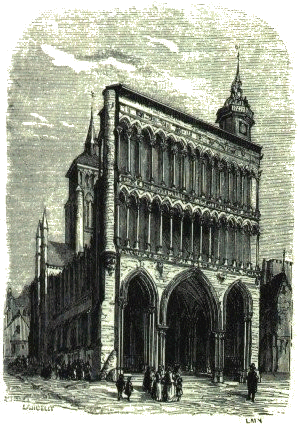
Notre-Dame como aparecía hasta 1865

En el emplazamiento de Nuestra Señora se hallaba originalmente, antes de la segunda mitad del siglo XII, una sencilla capilla, situada fuera de las murallas de la ciudad, llamada capilla de Santa María. Hacia 1150, la capilla fue reconstruida en estilo románico. En su lugar, los dijoneses levantaron desde la década de los años 1220 la iglesia gótica actual. Nuestra Señora se encuentra en medio de un barrio popular, en un lugar escaso y el arquitecto, que permanece desconocido, usó muchas técnicas nuevas en la construcción de la iglesia. Por ejemplo, todo el peso de las carpinterías de la cubierta descansa sobre los pilares en lugar de sobre los arbotantes, permitiendo de este modo utilizar el máximo de superficie del suelo interior del edificio.
Desde el siglo XVIII, esta iglesia ha suscitado admiración. Vauban, dijo de la iglesia que «no le faltaba a este templo augusto más que una caja para guardarla». En el siglo XIX, Eugène Viollet-le-Duc escribió en su Dictionnaire raisonné de l'architecture française a propósito de Notre Dame Dijon que era «una obra maestra de la razón».
La iglesia fue restaurada desde 1865 a 1884 por el arquitecto parisino Jean Charles Laisné, y no por Viollet-le-Duc como a veces se recoge por error. Los trabajos consistieron en recuperar el aspecto original de Nuestra Señora. Para ello, se suprimieron las construcciones adosadas, se restauró el tiburio de la torre del crucero y todas las esculturas dañadas fueron rehechas.

La iglesia a comienzos del siglo XIX
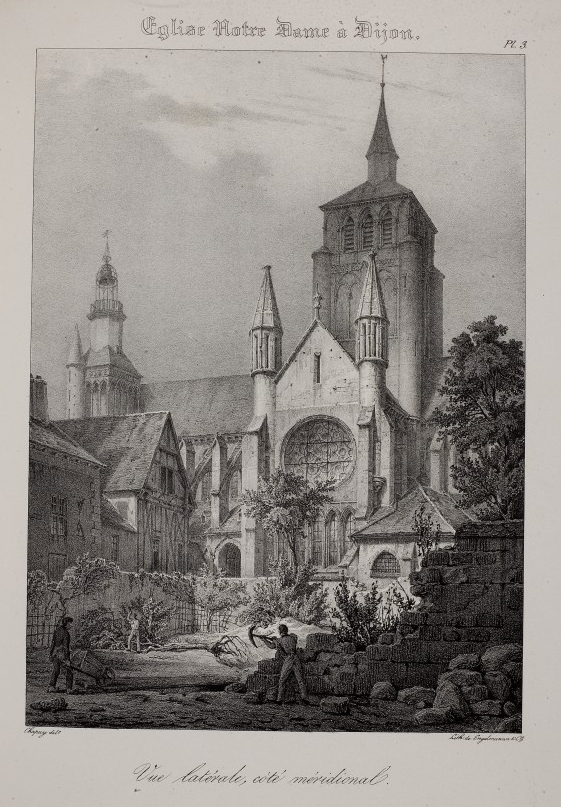
La iglesia, con su antiguo campanario
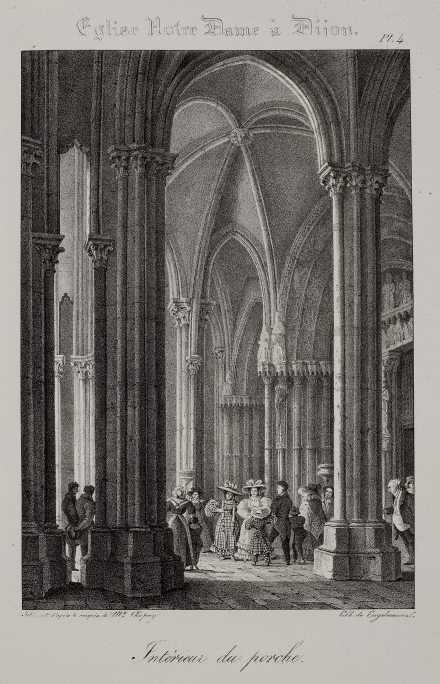
Interior del porche
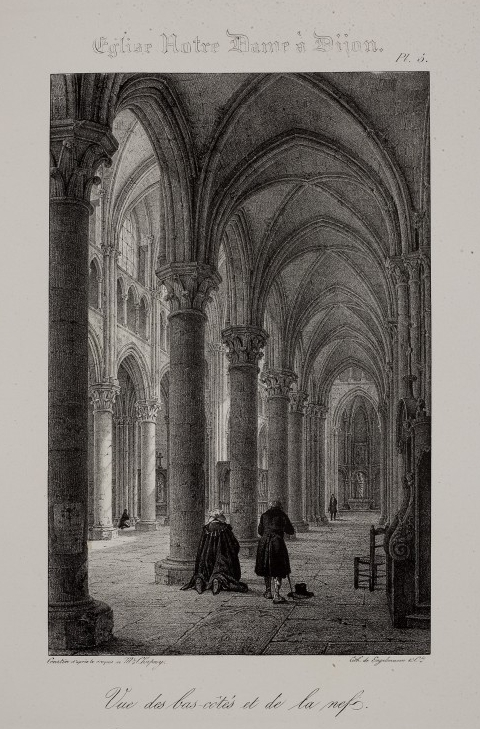
La nave lateral sur y la nave
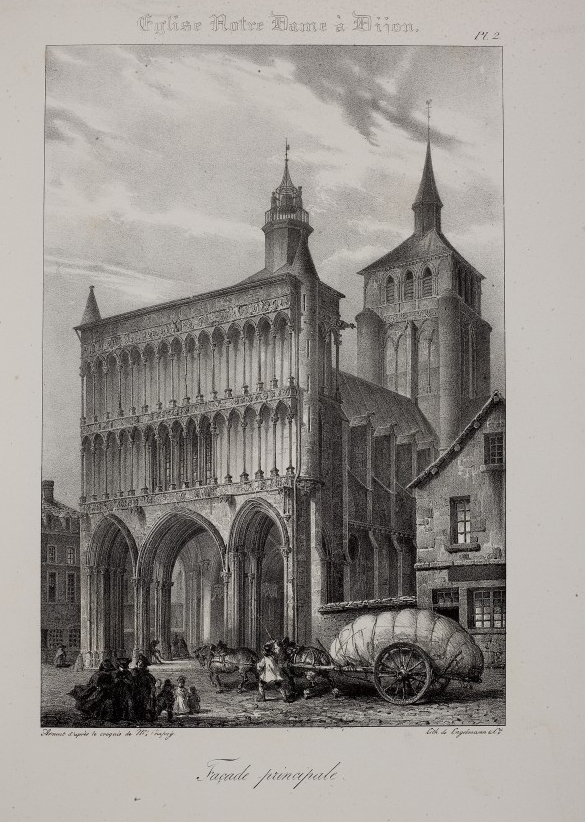
Fachada occidental

## La arquitectura interior

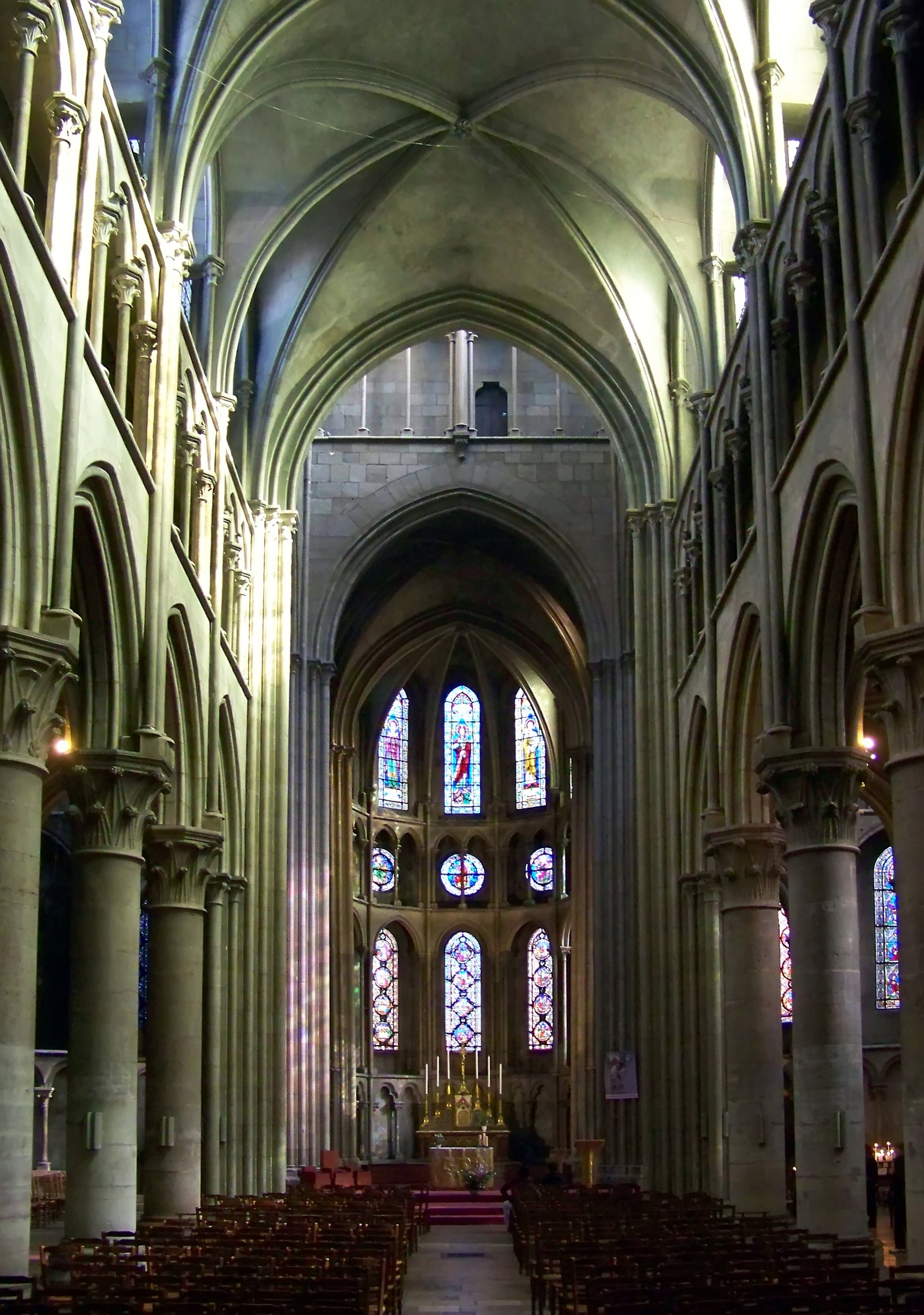
La nave interior

La planta es de cruz latina orientada. Un pórtico precede a la nave y por encima de él, en el interior, se encuentra una amplia tribuna. La nave central, enmarcada por dos naves laterales, tiene tres plantas: seis grandes arcadas, soportadas por pilas cilíndricas; después, un triforio cuya cubierta de casetones es una galería de tránsito, abierta a la nave con arcadas; y finalmente, las ventanas altas.
El transepto es bastante pronunciado. Sus piñones tienen una base maciza y luego cinco ventanasalancetadas, por encima de las cuales se abre un rosetón. Sobre el crucero del transepto se eleva un tiburio, con un triforio, coronado por ocho grandes ventanales. Dos absidiolos ocupan el ángulo de los brazos del crucero y del coro.
El coro comprende cuatro plantas: un sótano decorado con arquerías treboladas ciegas; después, un nivel de ventanas alancetadas; después un triforio, perforado en el siglo XVII por siete grandes óculos; y un último nivel de ventanas altas.

## La fachada occidental y el porche

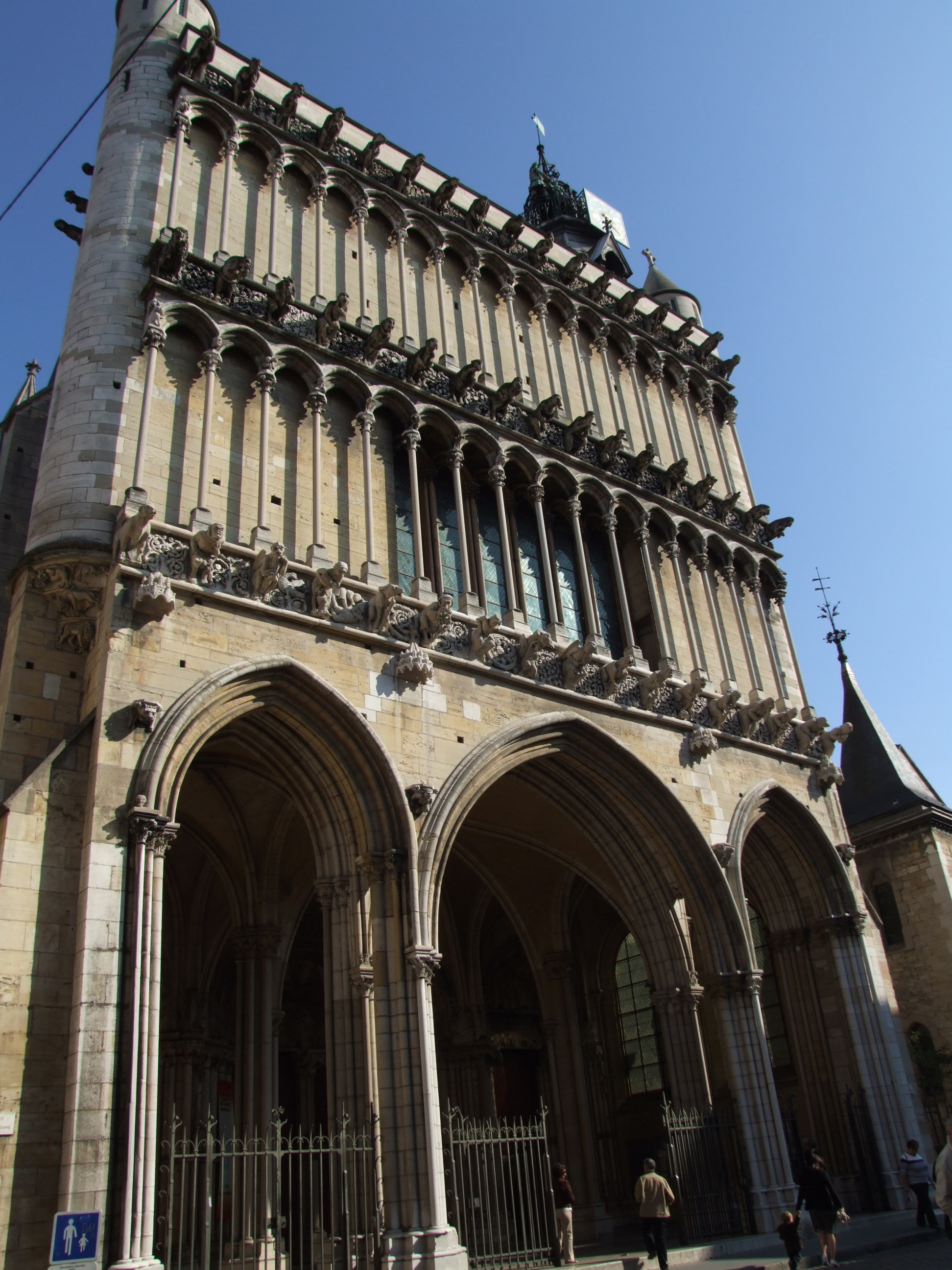
La fachada occidental

Varios historiadores del arte han destacado la originalidad de la fachada occidental. De una planeidad singular, es de hecho única en la arquitectura gótica francesa. Es una especie de pantalla que oculta las disposiciones interiores de la iglesia. Mide 28,6 m de altura, 19,5 m de anchura y 6,2 m de profundidad. Tiene tres plantas: la primera tiene tres grandes arcadas, formando la entrada de un porche, cuyas bóvedas se apoyan en dos filas de pilares. El porche precede las tres portadas de la iglesia, cuyas dóvelas, tímpano y jambas estuvieron originalmente decoradas con estatuas y esculturas, destruidas en enero de 1794.
Por encima de las arcadas, la fachada está decorada con dos galerías de arcos superpuestos, descansando cada una sobre diecisiete columnillas de una sola pieza, coronadas con un capitel, y destacadas por tres bandas adornadas con falsas gárgolas que alternan con metopas. Esta fachada está enmarcada por dos contrafuertes dispuetos en las esquinas, cubiertos con torretas de escalera coronadas con una cubierta cónica.
Por encima de la fachada deberían de haberse levantado dos torres cuadradas, de las cuales solo existen los inicios. En el tronco de la torre sur de la fachada occidental, un campanario soporta el Jacquemart.

### Las gárgolas de Notre-Dame de Dijon

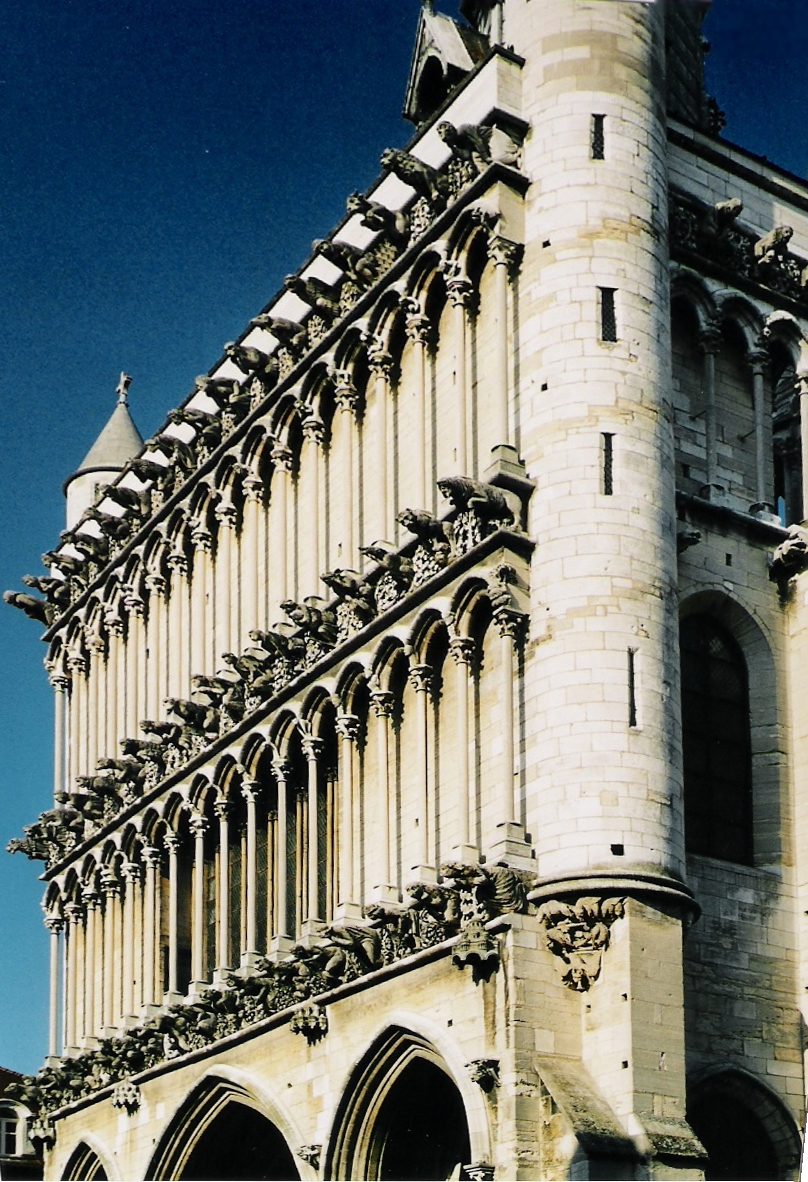
La fachade occidental y sus célebres falsas gárgolas

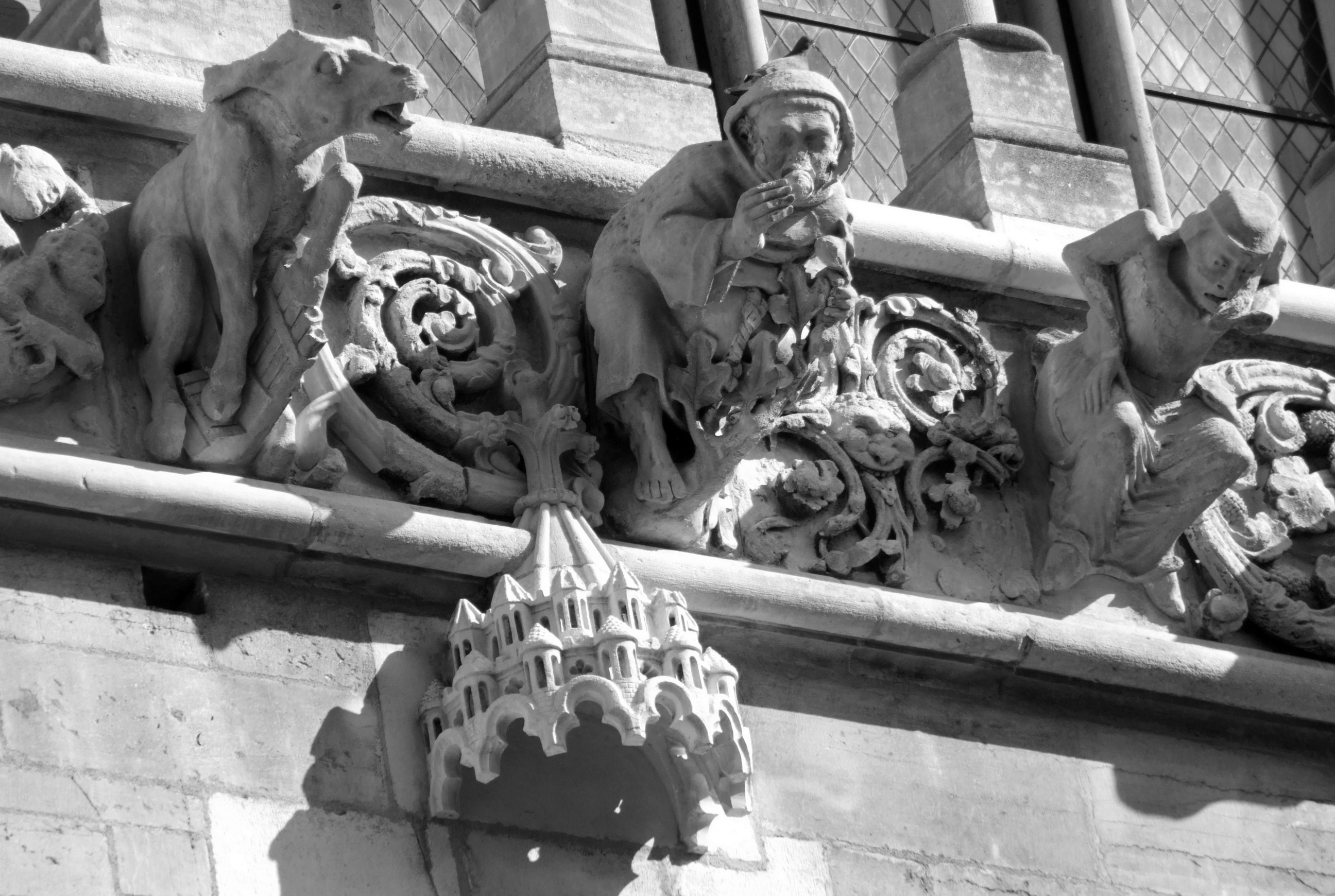
Detalle de las gárgolas

Las cincuenta y una gárgolas de la fachada occidental de Notre Dame de Dijon son falsas gárgolas: no drenan el agua de lluvia y solo son decorativas. La iglesia tiene gárgolas reales en los muros canalón y en el ábside.
Según la historia narrada por el monje Étienne de Bourbon, las gárgolas originales fueron retiradas poco tiempo después de ser colocadas: se desmontaron alrededor de 1240, a raíz de un accidente mortal. El hecho fue que un usurero encontró la muerte en la plaza de la iglesia mientras acudía a casarse, después de que una de las figuras de piedra, que representaba casualmente a un usurero, se desplomase sobre él, matándolo instantáneamente. Los cofrades de la víctima habrían solicitado entonces la destrucción de todas las falsas gárgolas de la fachada. Esto no era realmente más que una leyenda inventada por un predicador para ilustrar el pecado de la avaricia. De hecho, las gárgolas que amenazaban con caer fueron retiradas por razones de seguridad. Solo permaneció, como testigo, la gárgola de la parte superior derecha hasta la década de 1960, cuando fue remplazada. Algunos grabados del siglo XIX no la representan, pero se aprecia en fotografías tomadas antes de 1880. Las gárgolas de los lados y de la parte posterior de la fachada también sobrevivieron.
Las falsas gárgolas que actualmente adornan la fachada, y que representan seres humanos, animales y monstruos, se realizaron desde 1880 hasta 1882, durante la restauración de la iglesia. Los archivos dan fe de que son obra de siete escultores parisinos Chapot, Corbel, Geoffroy llamado Lagoule Delagoule, Pascal y Thiebault Tournier. Delagoule fue uno de los autores que realizó menos esculturas. Las gárgolas de Notre Dame no se deben a este escultor Lagoule, contrariamente a la afirmación de un historiador dijones en 1910, dato reimpreso hoy día por algunos folletos turísticos y sitios web.

## El Jacquemart de Notre-Dame de Dijon

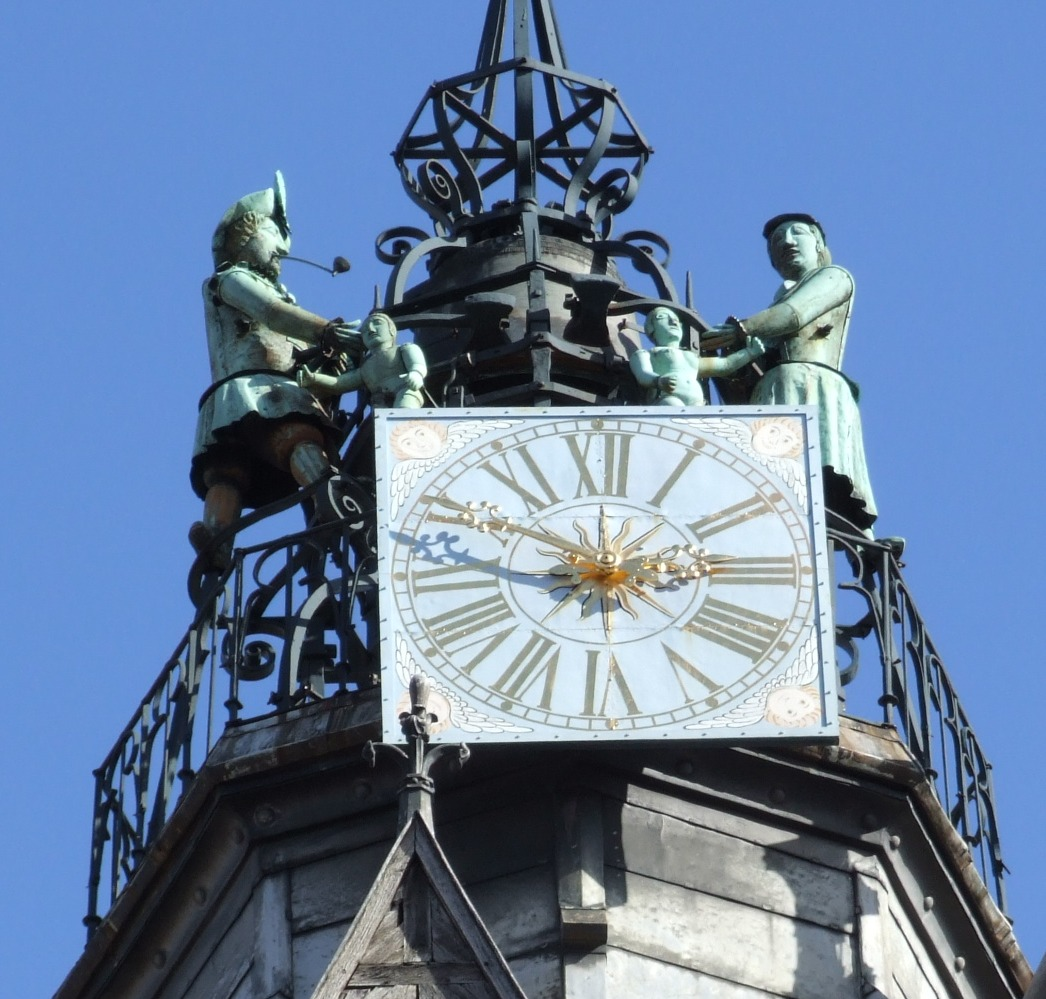
El Jacquemart

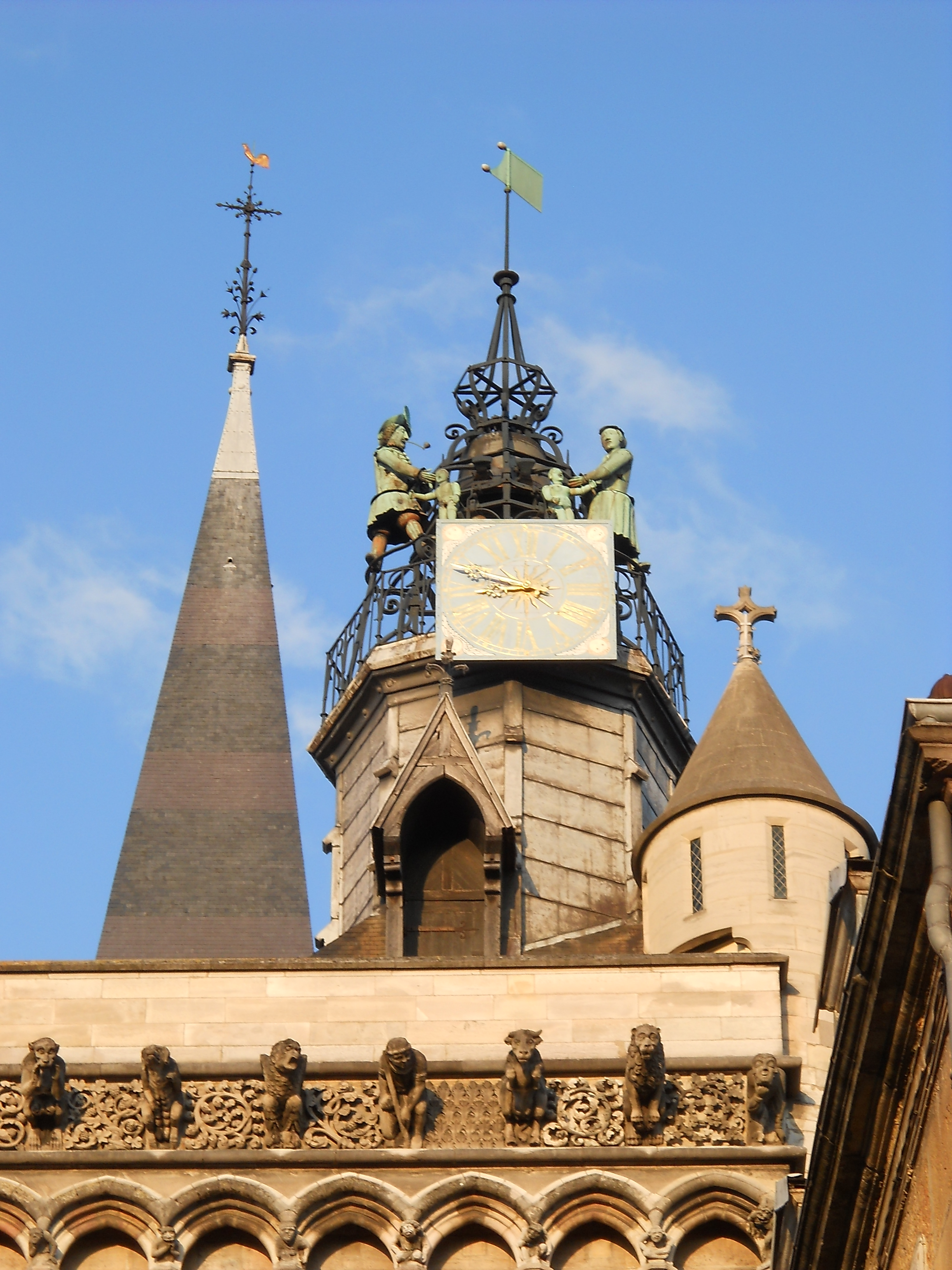
El Jacquemart

Este reloj se encuentra en un campanario que se eleva en el inicio de la torre sur de la fachada occidental de Notre Dame. Dispone de cuatro autómatas de metal, dos de ellos nombrados Jacquemart y Jacqueline, que tañen las horas con un martillo sobre una gruesa campana, los otros dos autómatas, sus hijos Jacquelinet y Jacquelinette, golpean cada cuarto de hora cada uno sobre una pequeña campana.
El autómata Jacquemart y la gran campana se trajeron de Courtrai, en Bélgica, después del saqueo de la ciudad por los ejércitos de Felipe el Atrevido en 1382. Ese año, el duque de Borgoña partió en campaña con el fin de rescatar a su padrastro, el conde de Flandes, preso por una rebelión que se extendió entre Lille y Courtrai. La ciudad de Dijon había proporcionado al duque mil hombres de armas. Después de la victoria borgoñona, Felipe el Atrevido incautó en Courtrai, en noviembre de 1382, un reloj colocado en la torre de las salas, equipado con un autómata que hacía sonar la hora en una campana y que fue considerado una maravilla. Lo hizo desmontar y se lo ofreció a Dijon, su capital. Lo que quedaba de Courtrai fue librado al saqueo y los daños se añadieron a la pérdida de veinte mil adversarios.
La familia ducal y los dijoneses se asociaron en 1383 para ajustar el reloj y el autómata por debajo de la fachada occidental de la iglesia de Nuestra Señora. La campana, que fue rota durante el transporte, fue refundida en Dijon y recibió el nombre de su madrina, Marguerita de Flandes.
La etimología del término Jacquemart es incierta; este nombre es atestiguado, para el autómata de Dijon, desde 1458.
Un segundo autómata que representa a una mujer, se añadió en 1651 a la derecha del campanile, para que suene en horas alternatas con Jacquemart. Los dijoneses lo bautizaron como Jacqueline.
En 1714 el poeta dijonés Aimé Piron solicitó al municipio que diera niños a esos esposos. Ese año, o poco después, un niño autómata fue añadido para sonar a las medias horas. Los dijoneses lo nombraron Jacquelinet. En 1884 se añadió Jacquelinette, que tañe los cuartos de hora con su hermano.

## Los vitrales

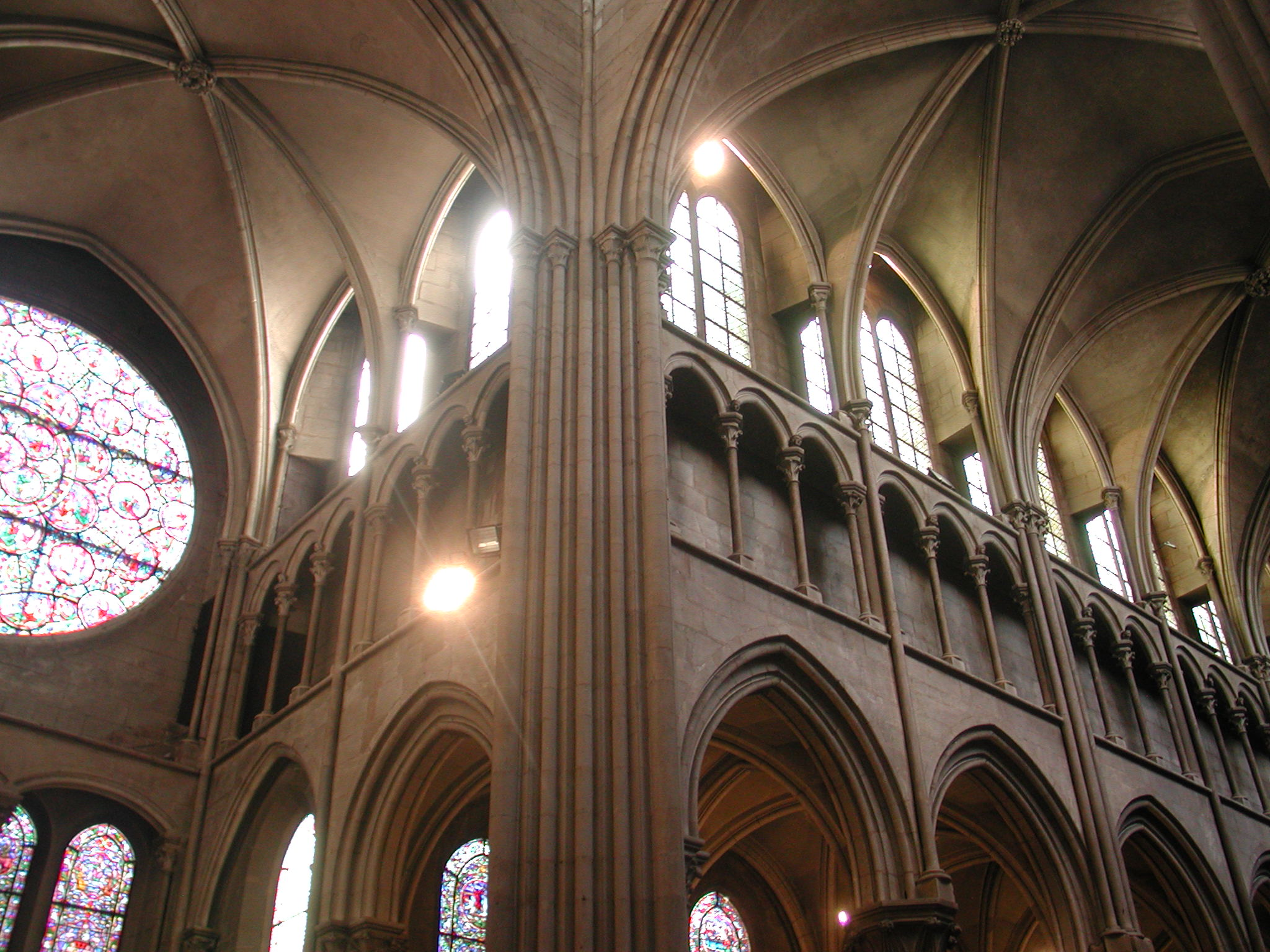
El rosetón sur, el crucero del transepto y parte de la nav

La iglesia de Nuestra Señora fue dotada en el siglo XIII con vitrales de gran calidad. Quedan solo cinco lancetas en el transepto norte, realizadas hacia 1235. De izquierda a derecha, las dos primeras representan episodios de la vida de San Pedro, y las dos siguientes tres momentos de la vida de san Andrés.
Desde 1874, el pintor vidriero parisino Édouard Didron realizó los nuevos vitrales inspiradas en los cinco originales. Hasta 1897, creó un conjunto de cincuenta y ocho ventanas. Entre ellas, las más grandes son los dos rosetones que adornan los hastiales norte y sur de los brazos del transepto, que tienen 6 m de diámetro.

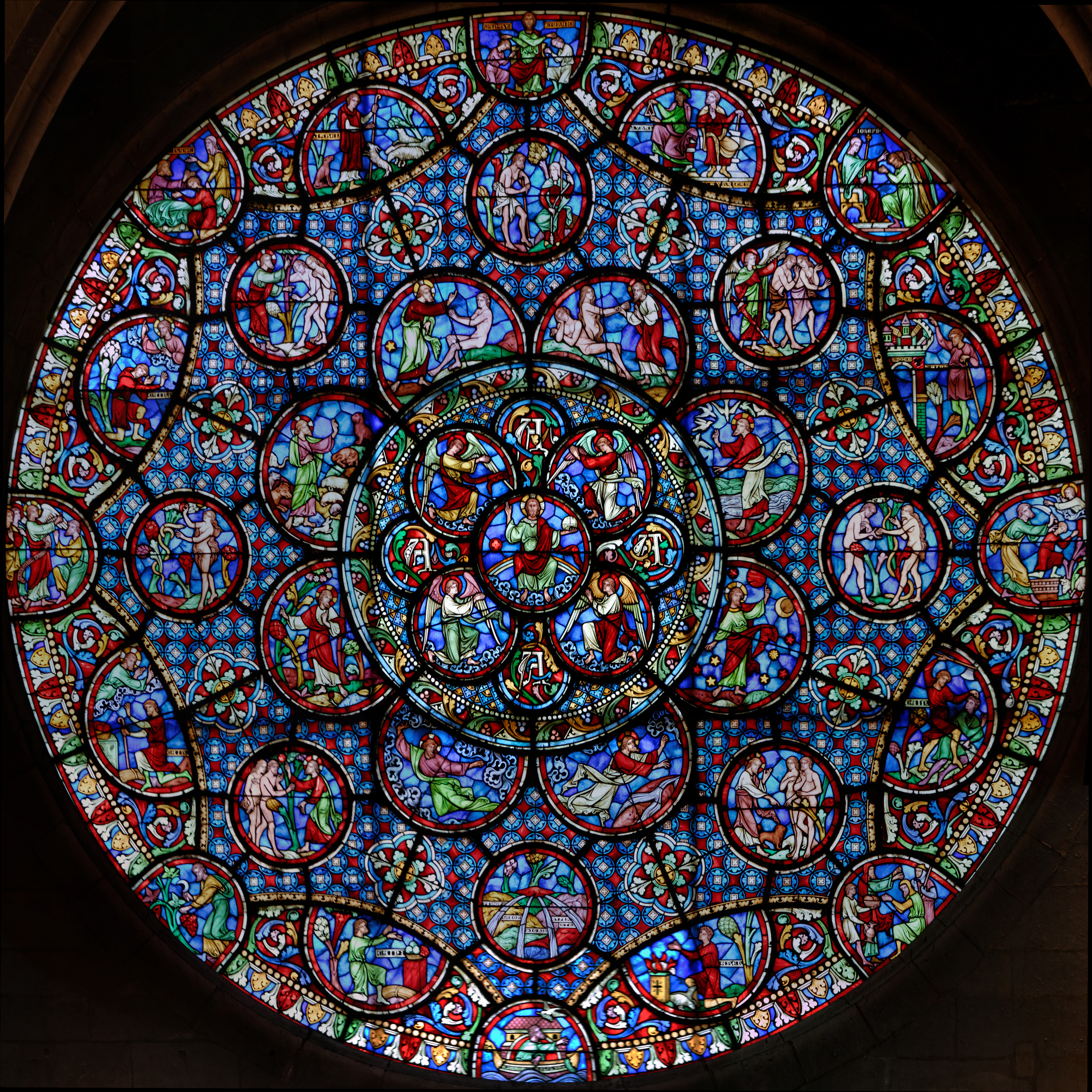
El rosetón norte
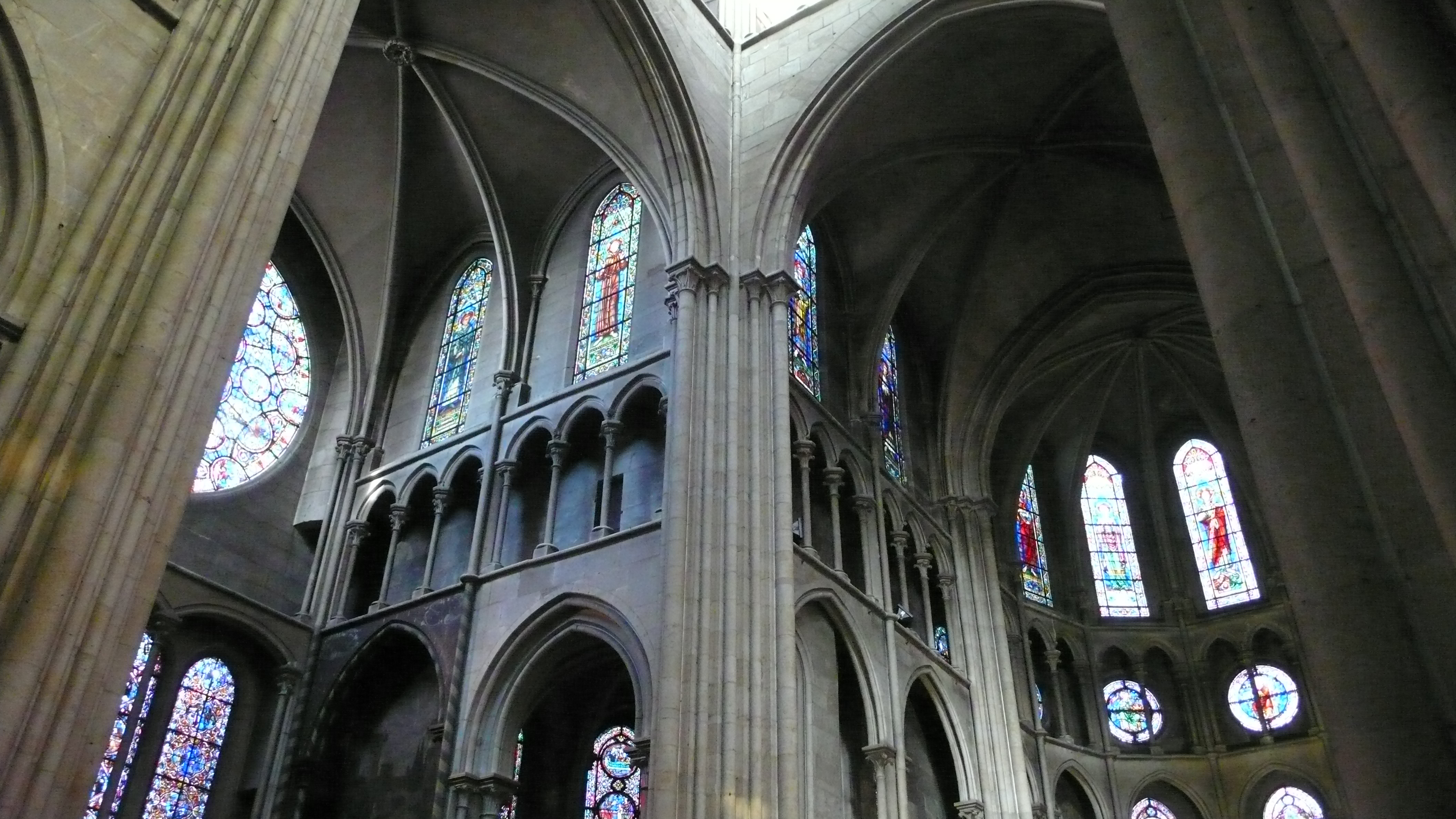
El coro y el brazo norte del transepto
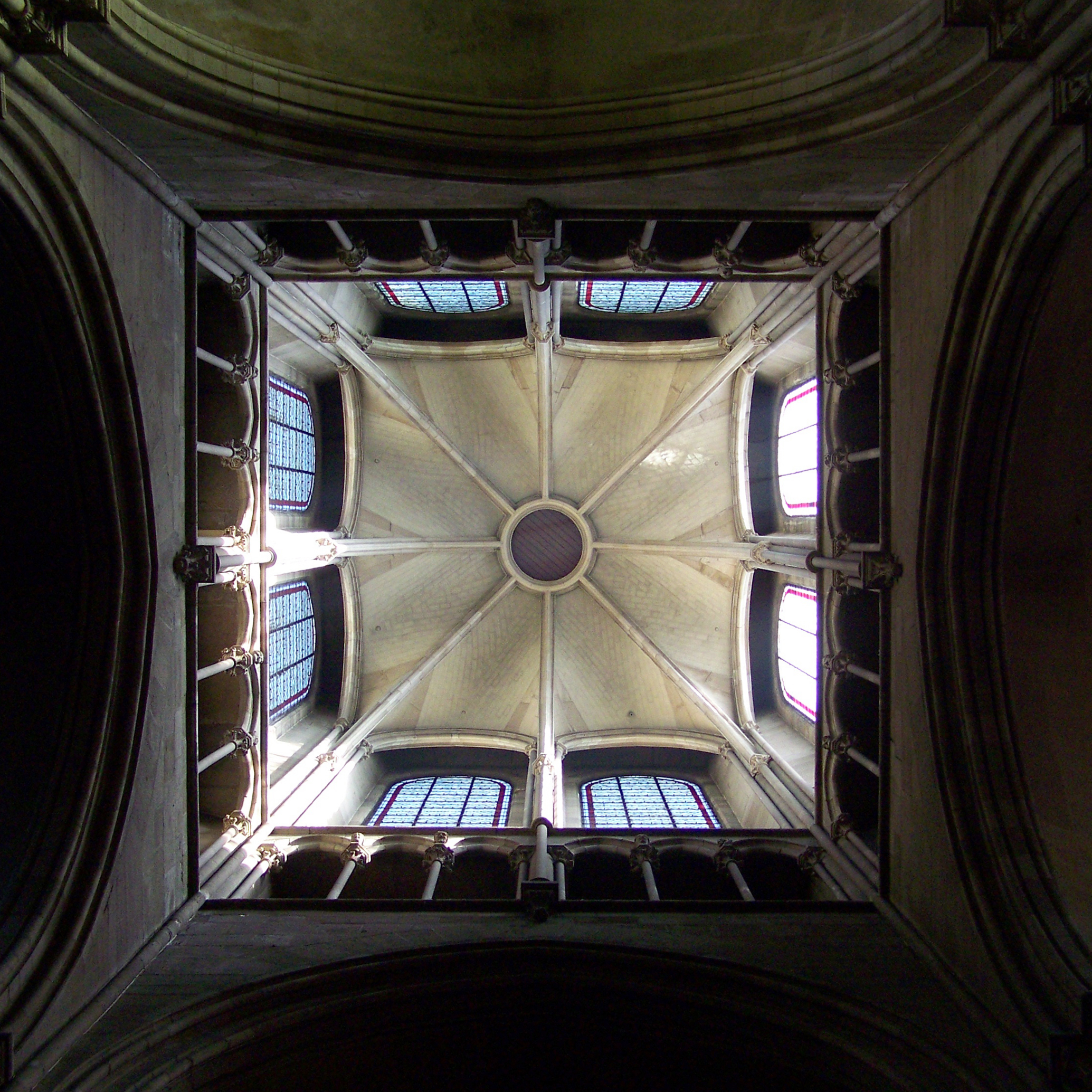
Interior del timburio
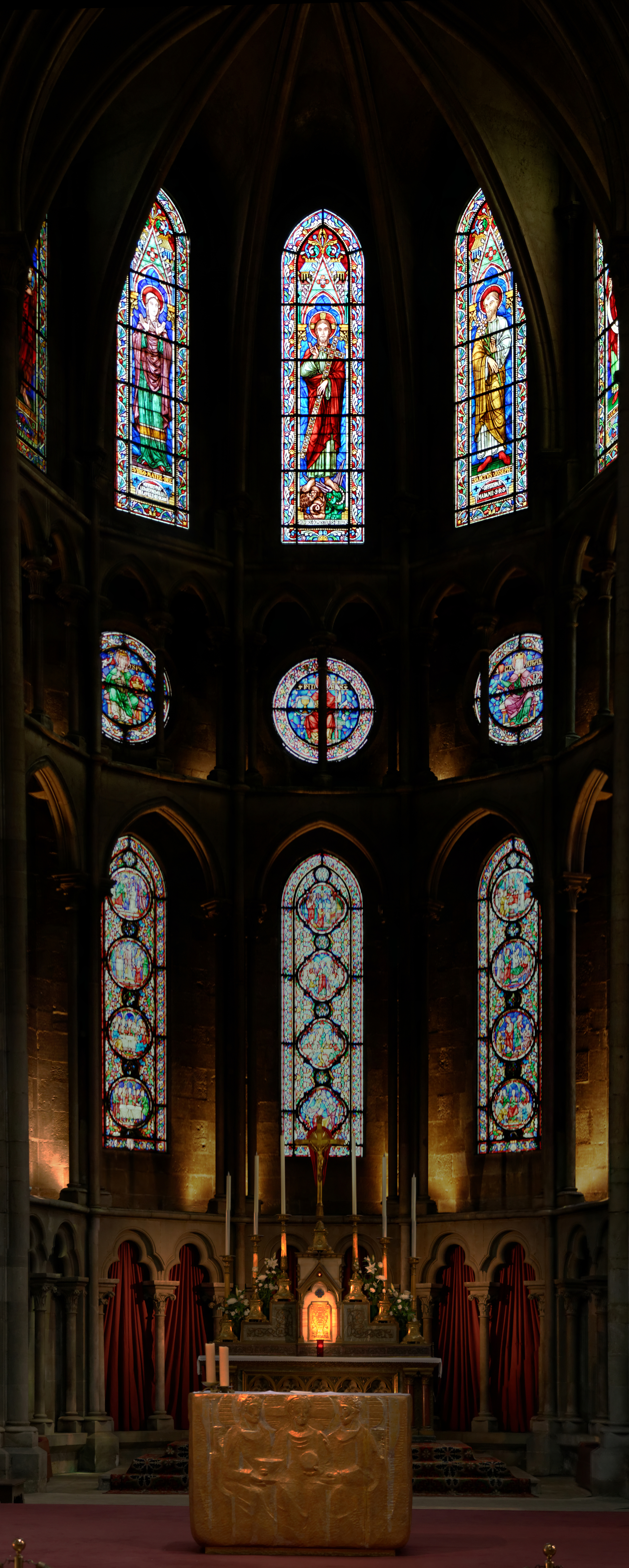
El ábside
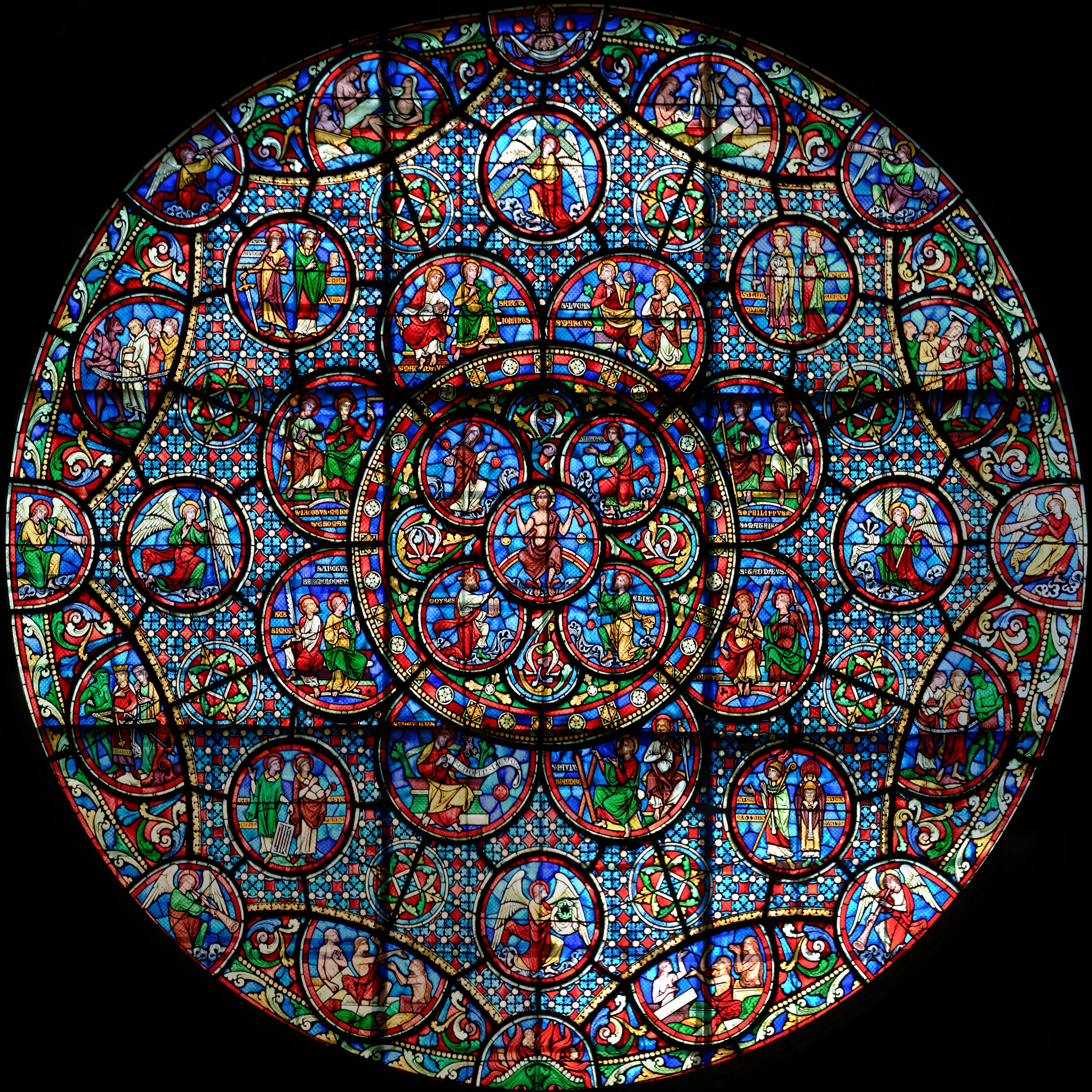
El rosetón sur

Nave lateral Norte
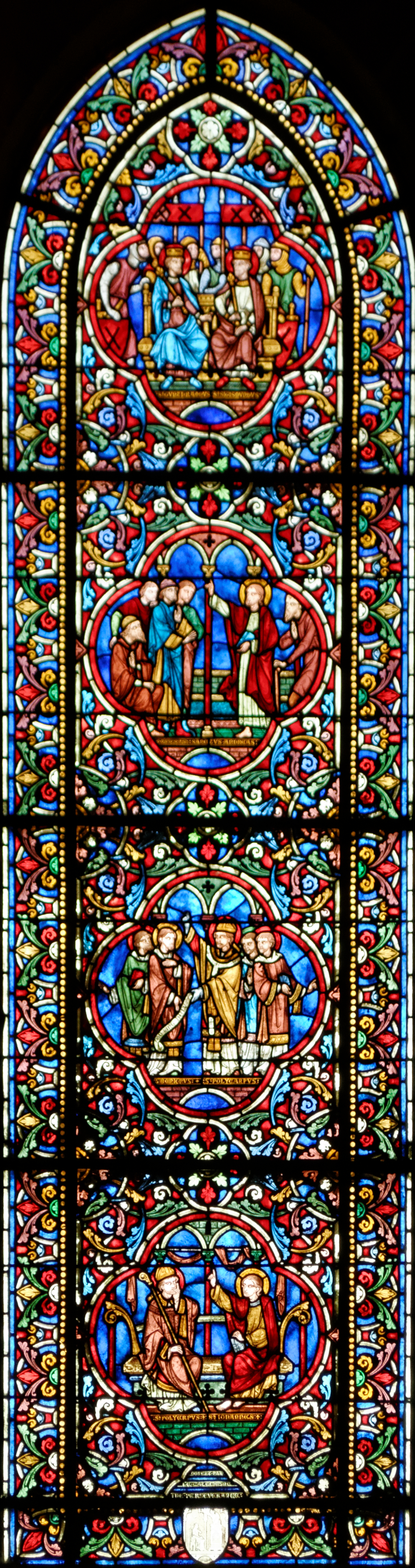
Vitral 1
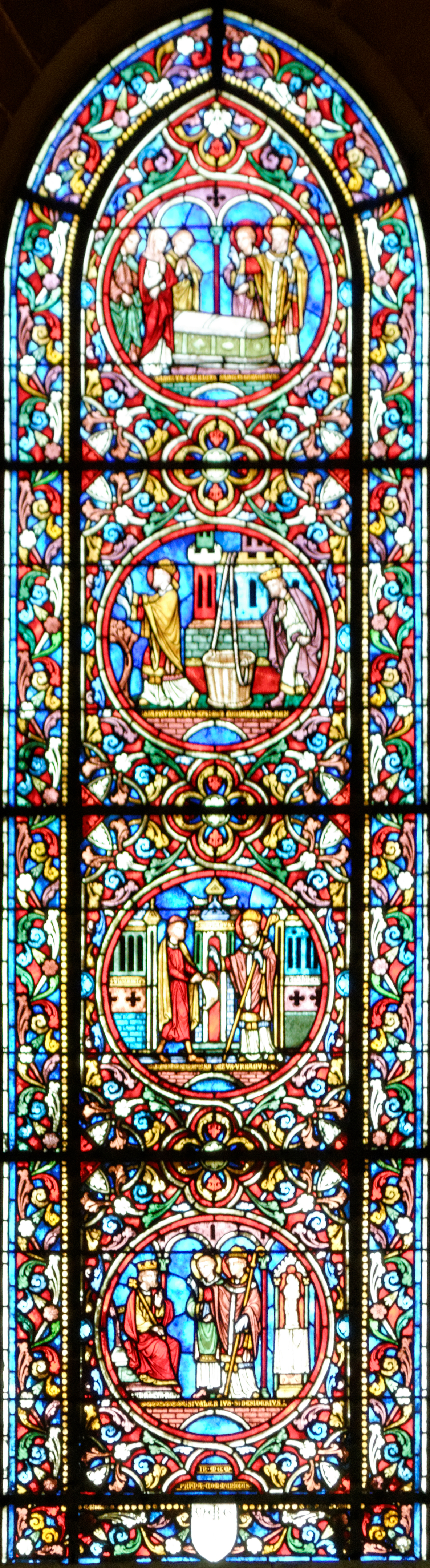
Vitral 2
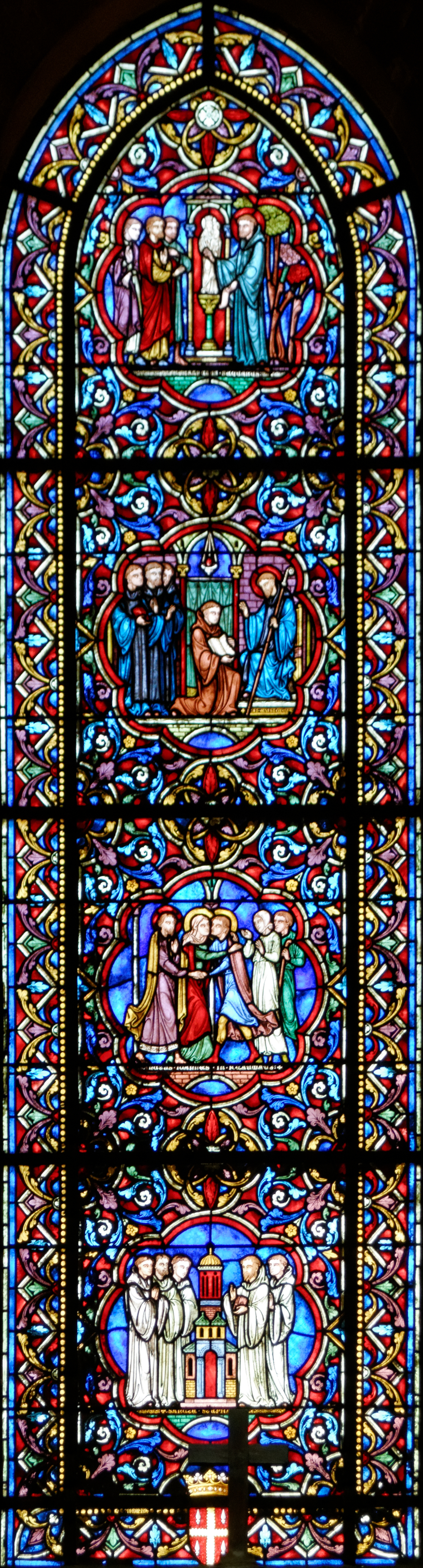
Vitral 3
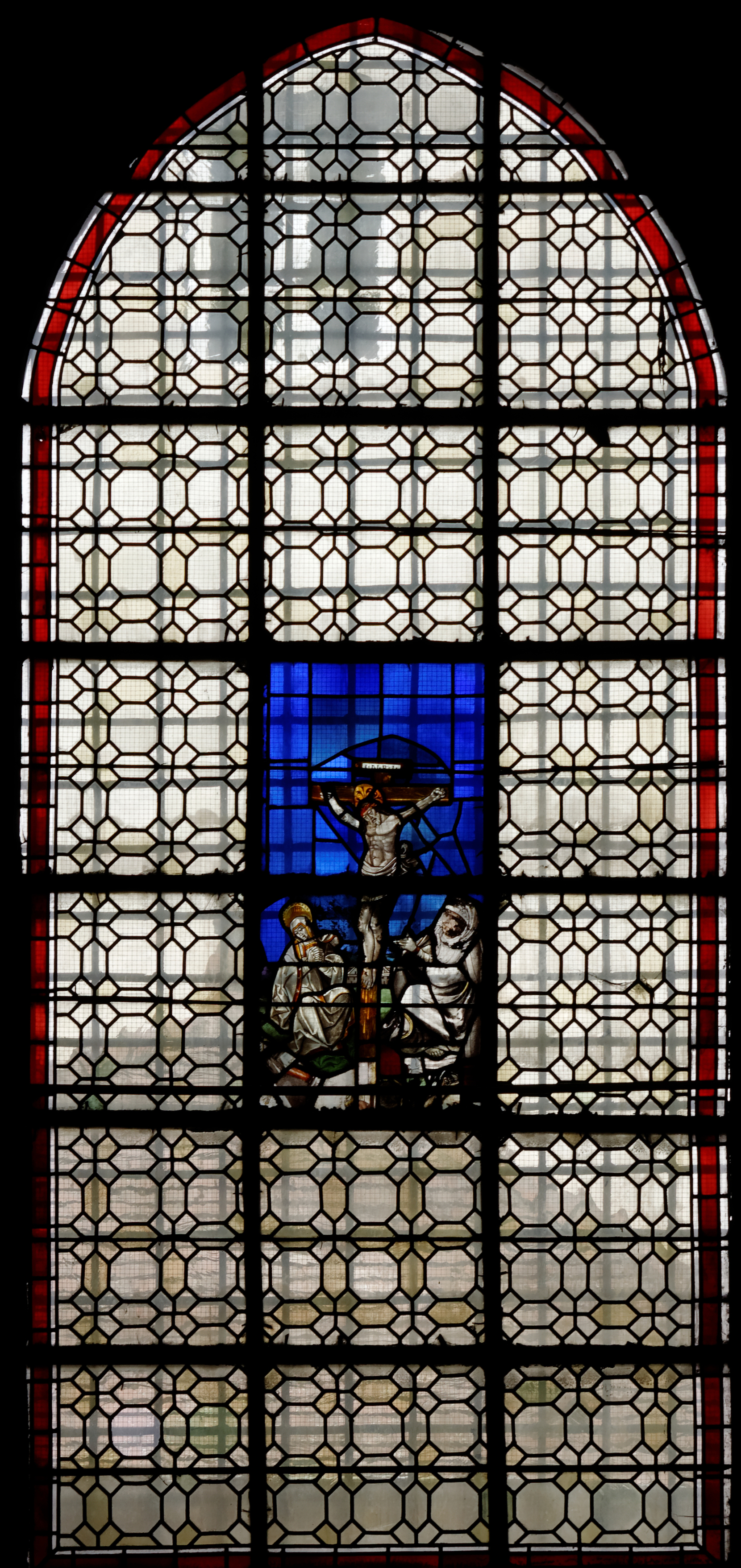
Vitral de la capilla de la Reconciliación
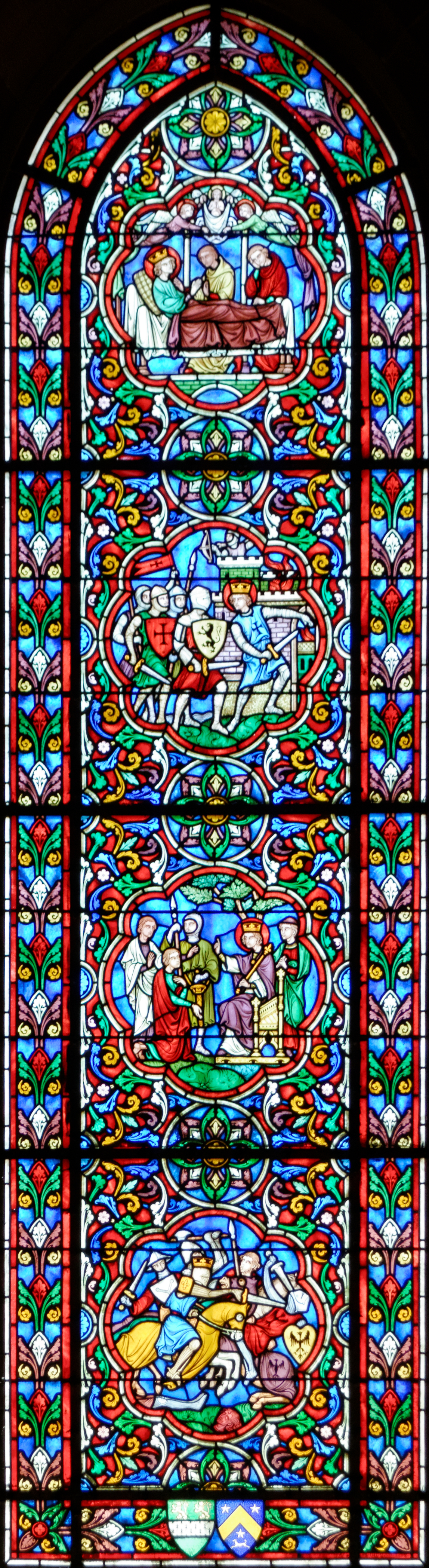
Vitral 5
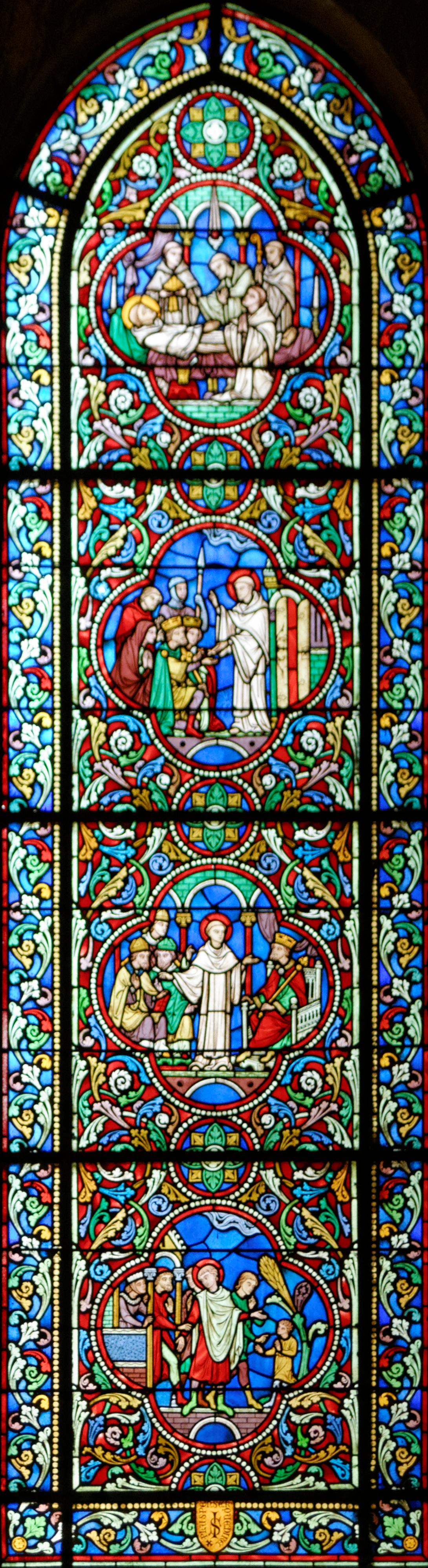
Vitral 6
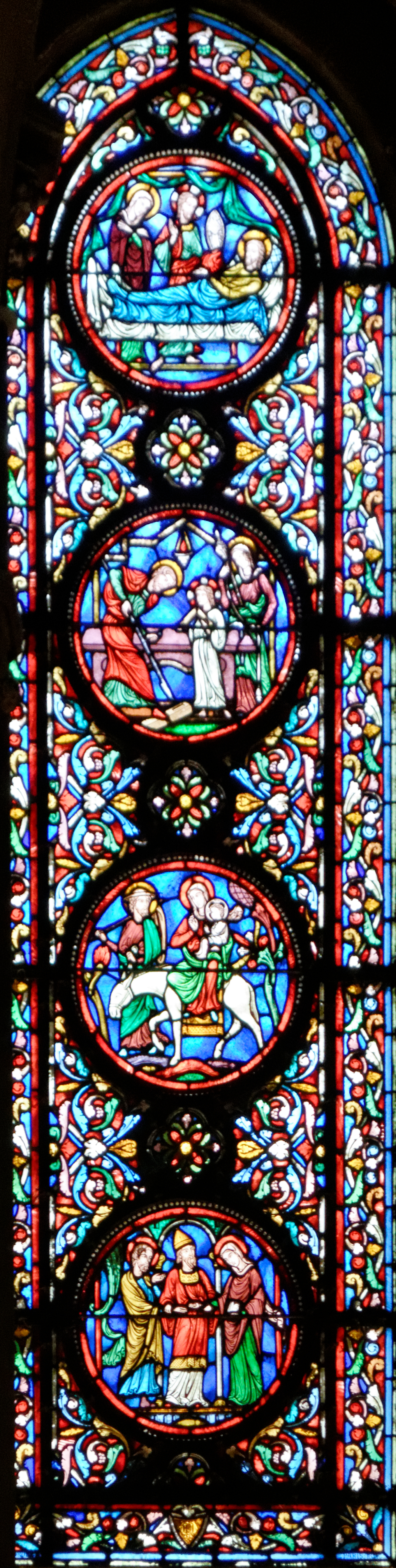
Absidiolo norte, vitral 2
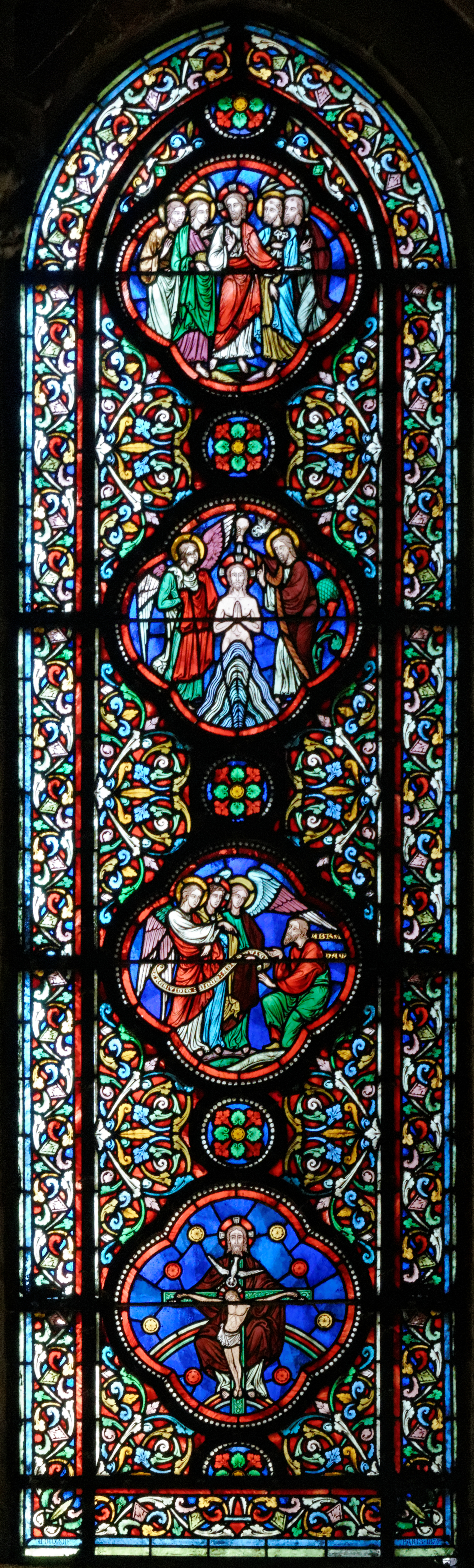
Absidiolo norte, vitral 3

Nave lateral Sur
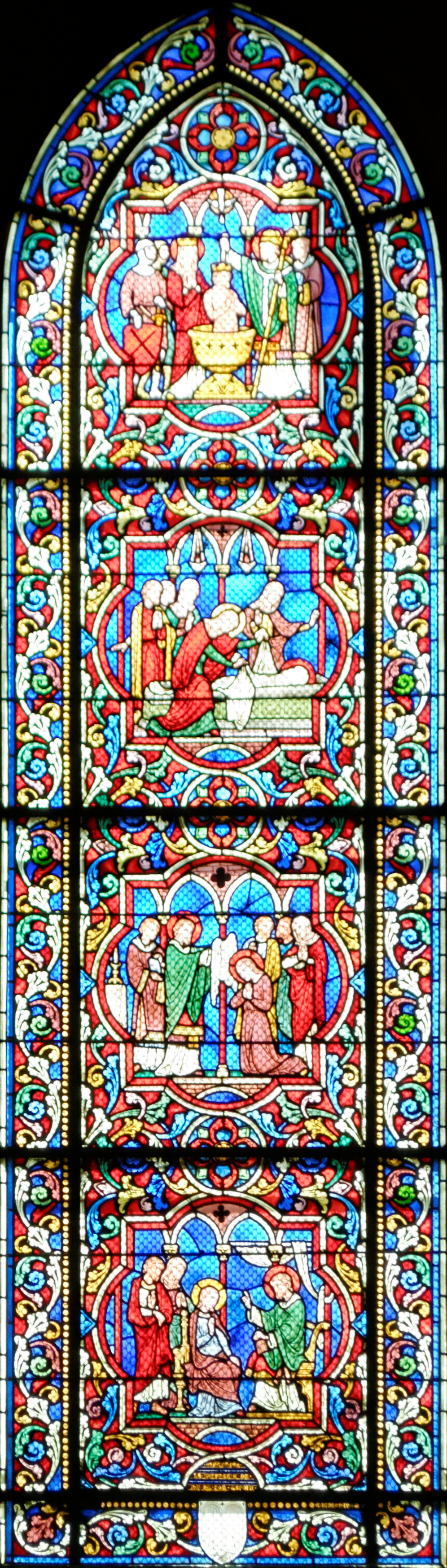
Vitral 1
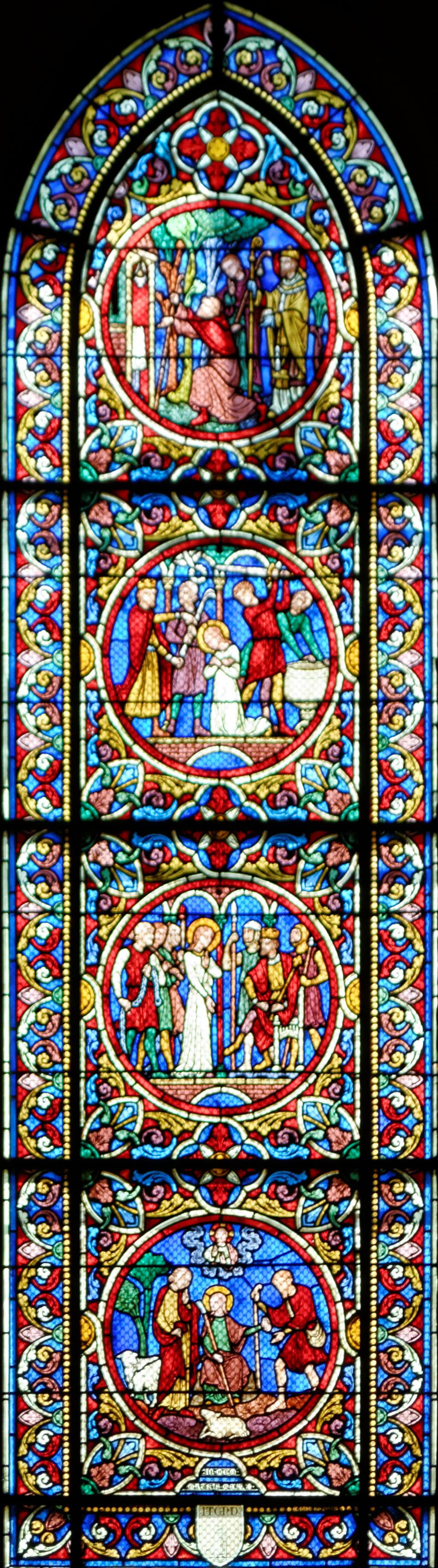
Vitral 2
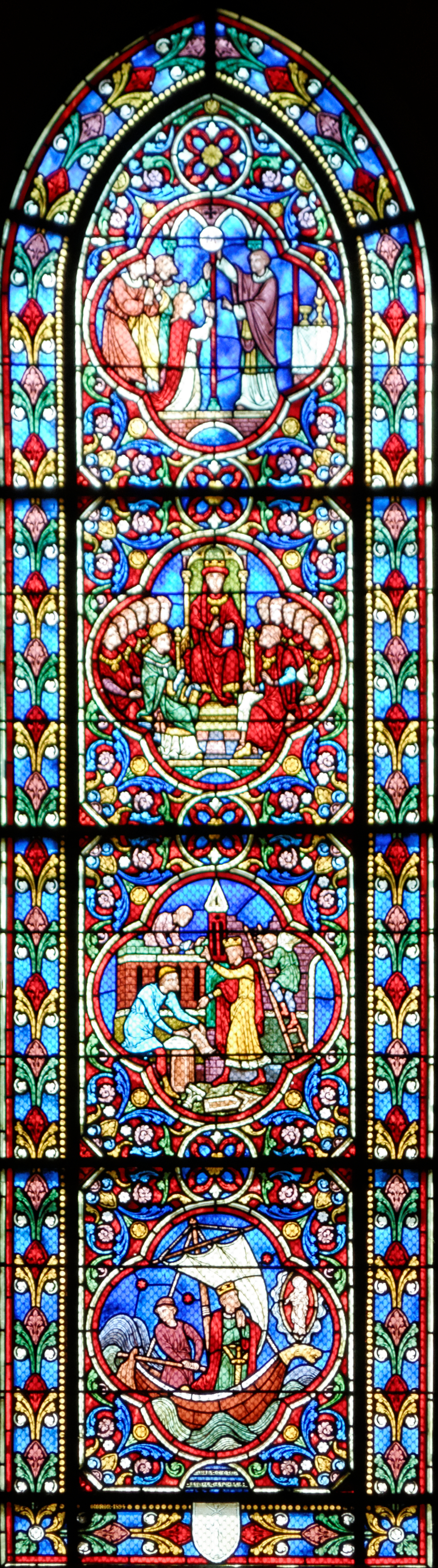
Vitral 3
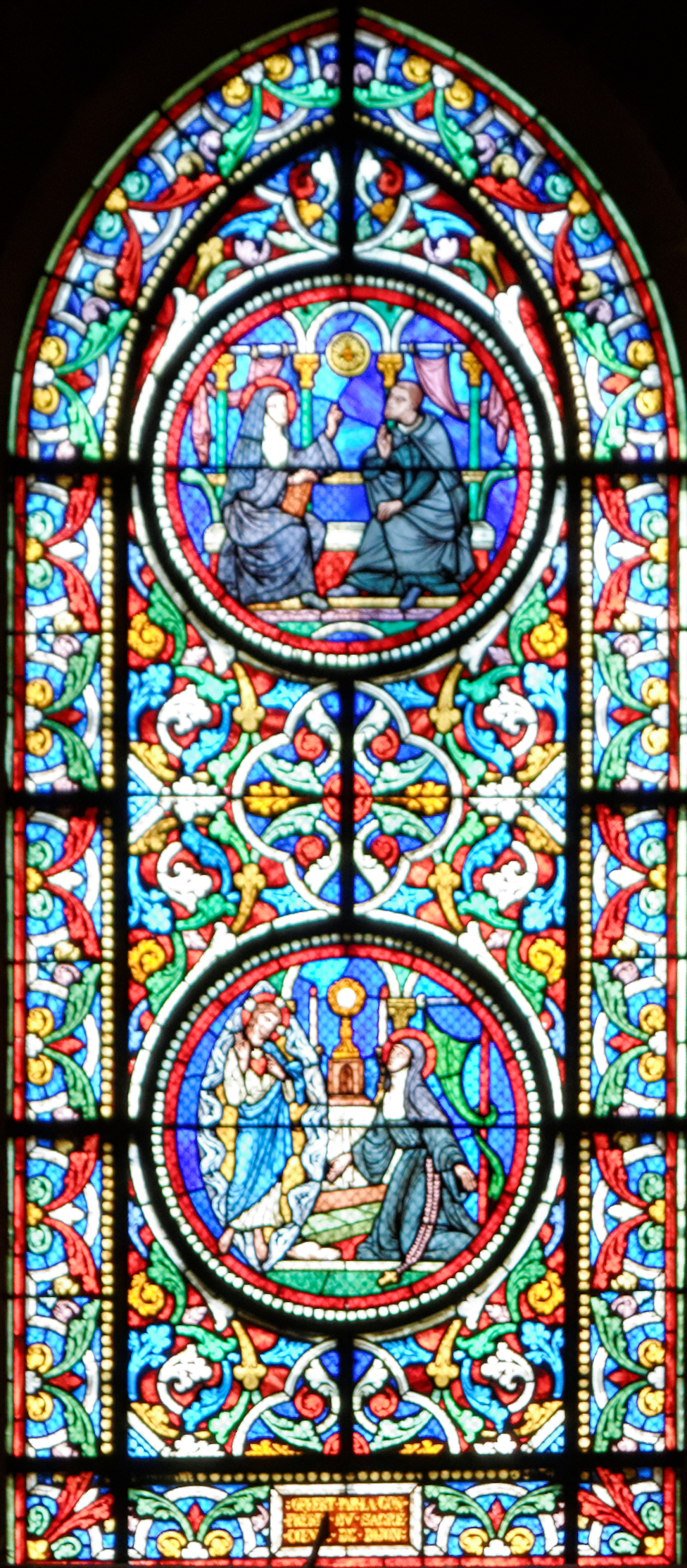
Vitral 4
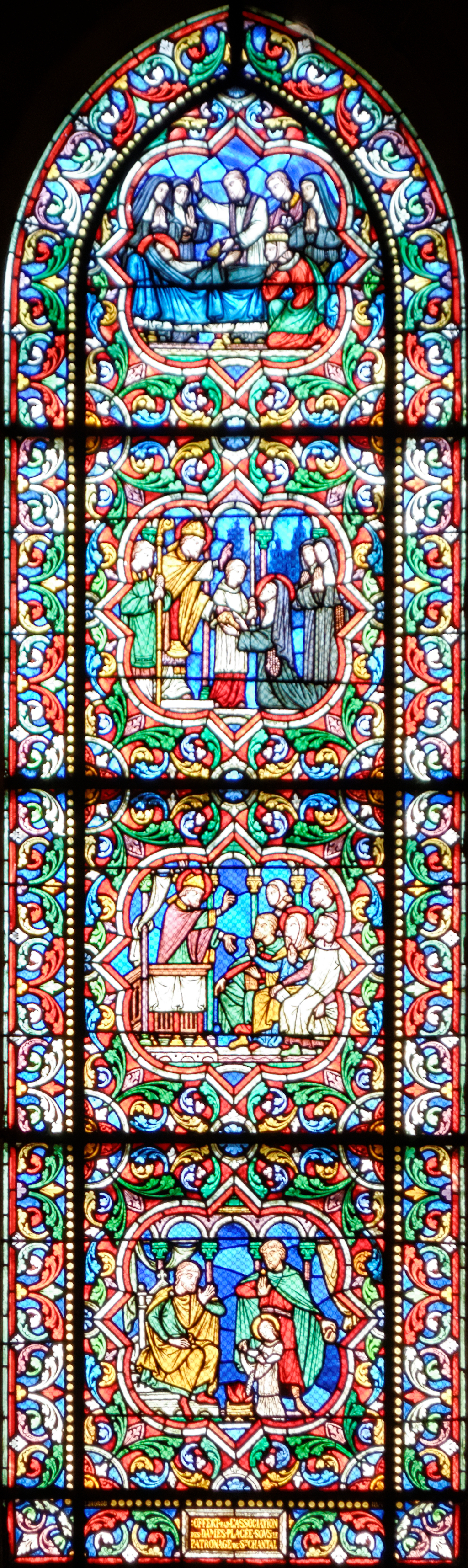
Vitral 5
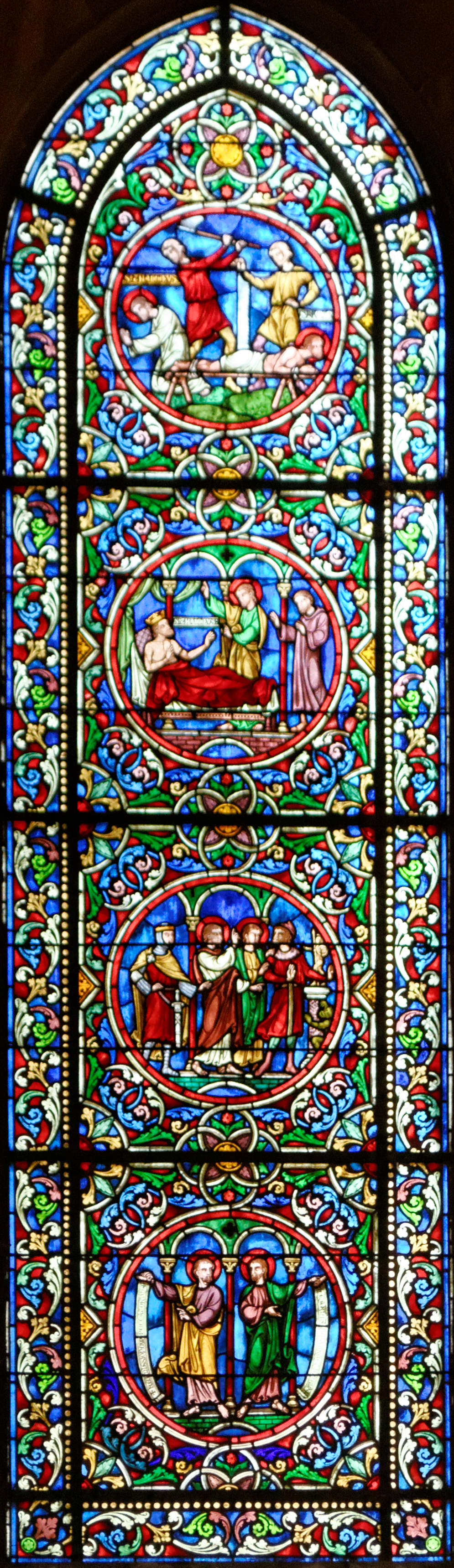
Vitral 6
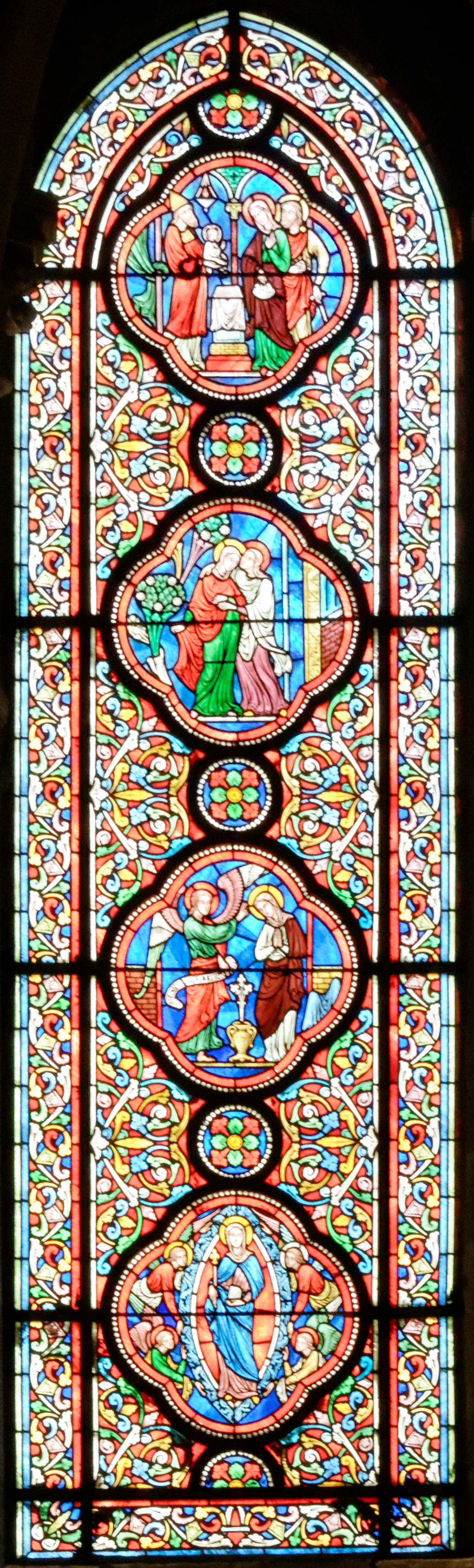
Absidiolo sur, vitral 1

Brazos del transepto
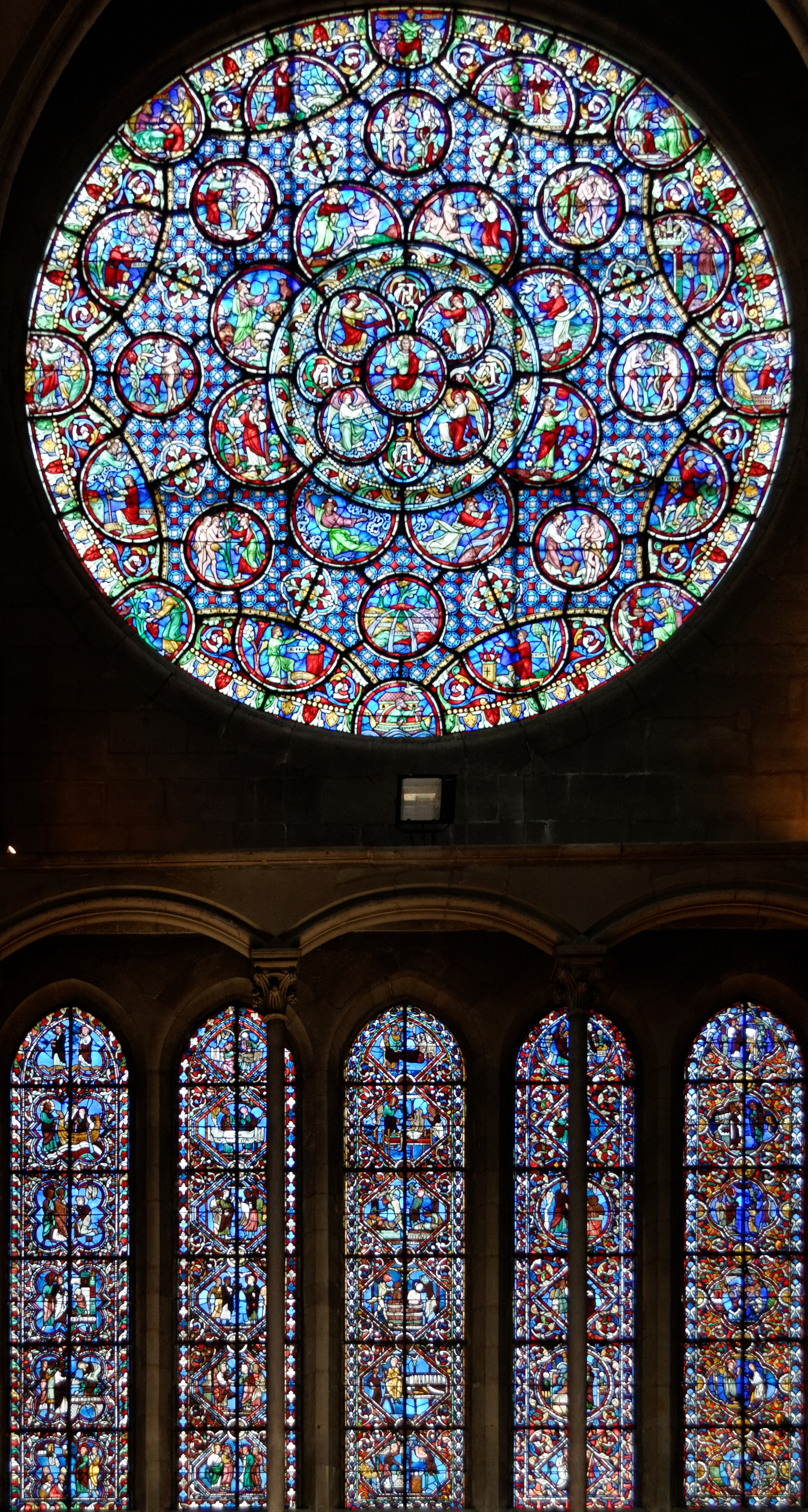
El transepto norte
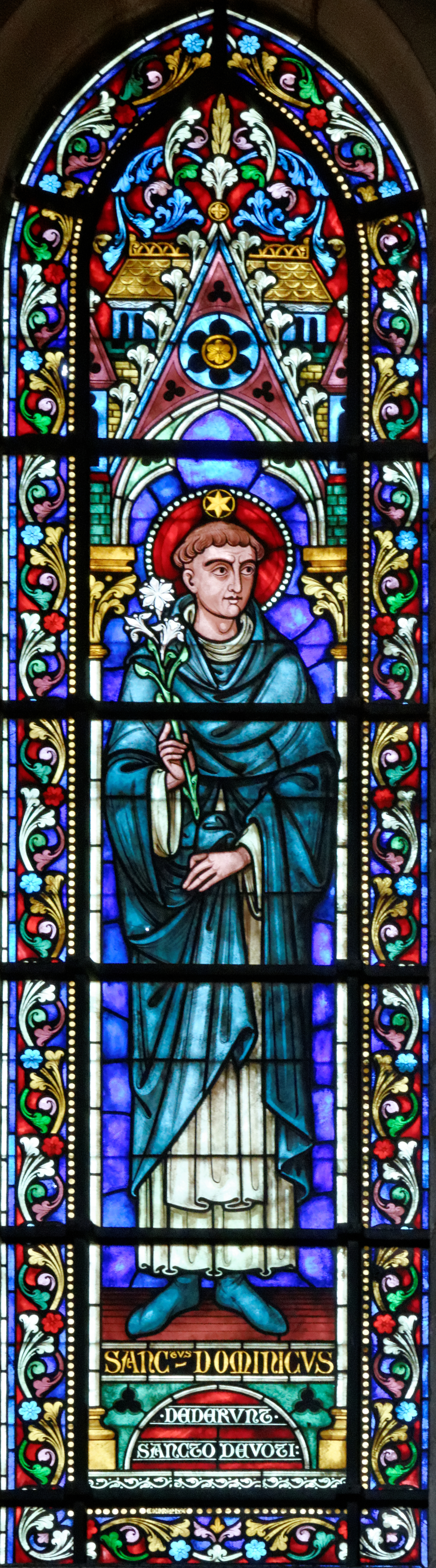
Brazo norte, santo Domingo
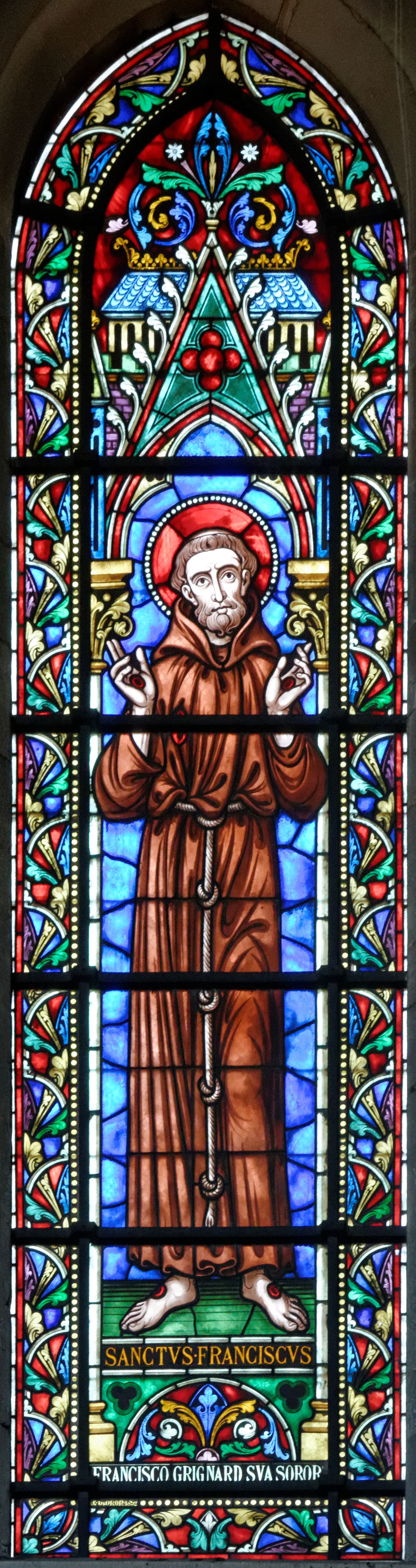
Brazo norte, san Francisco de Asís
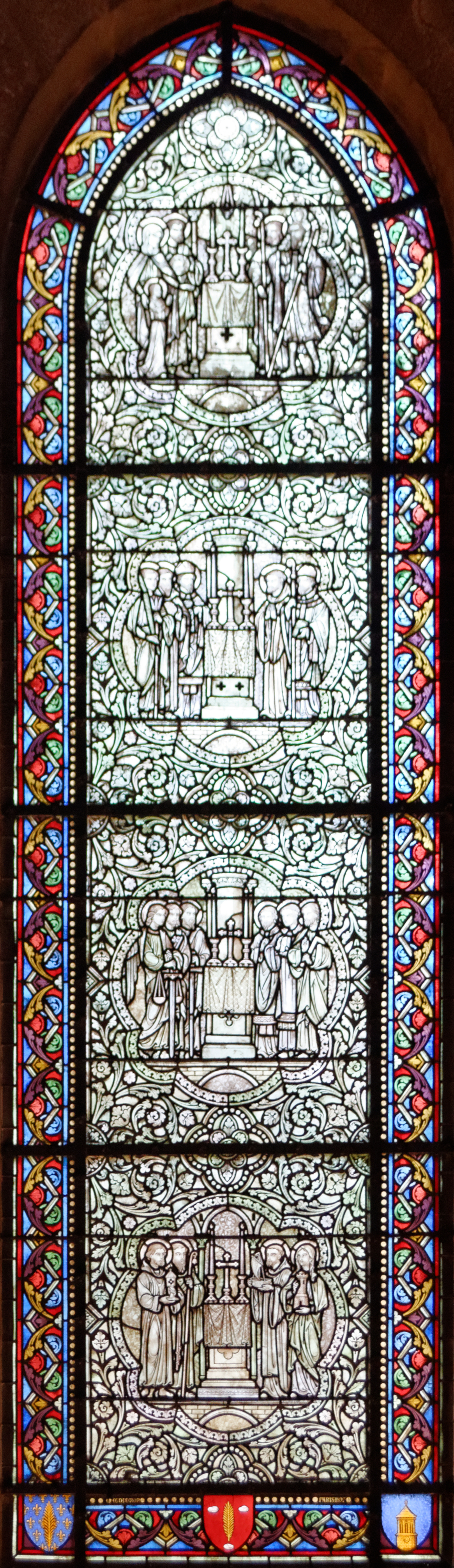
Transepto norte, vitral en grisalla
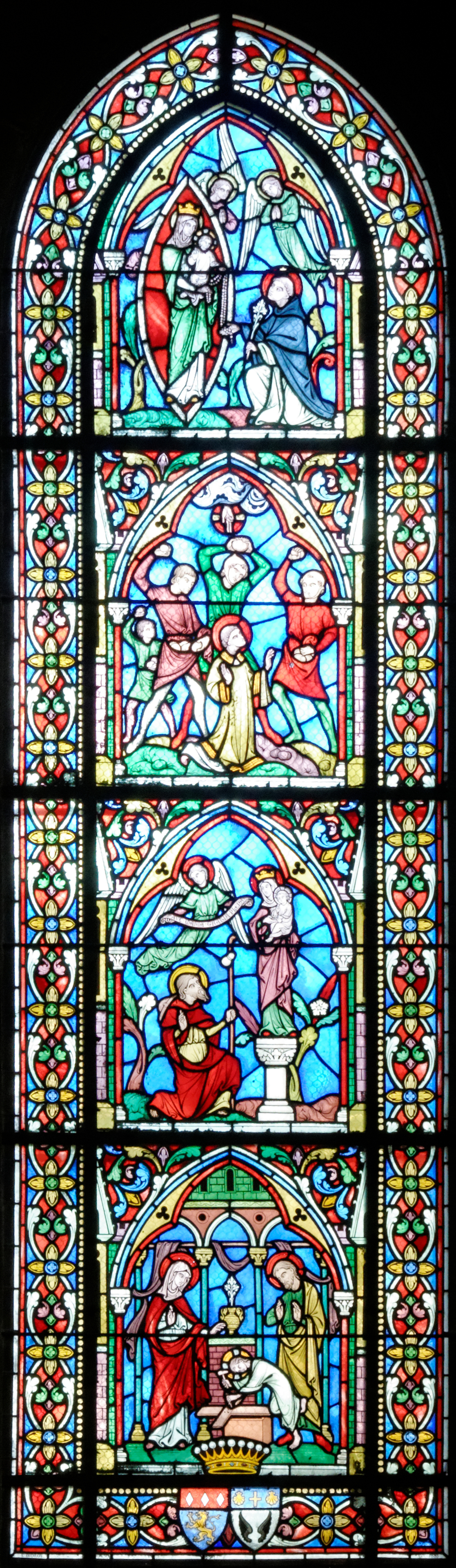
Brazo sur, vitral izquierda
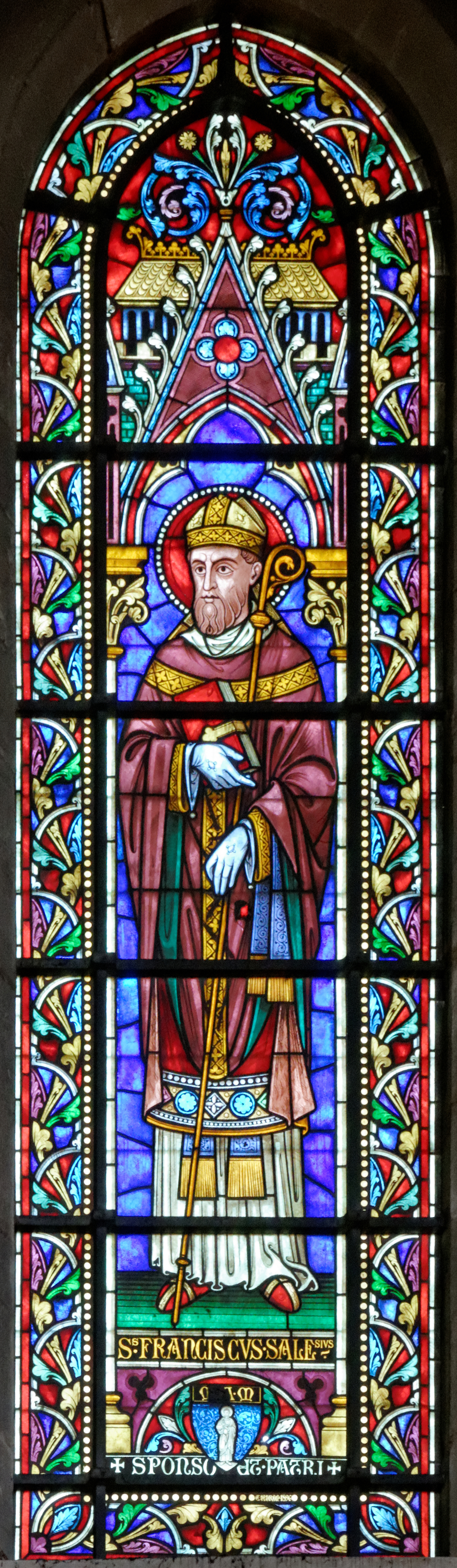
Brazo sur, san Francisco de Sales
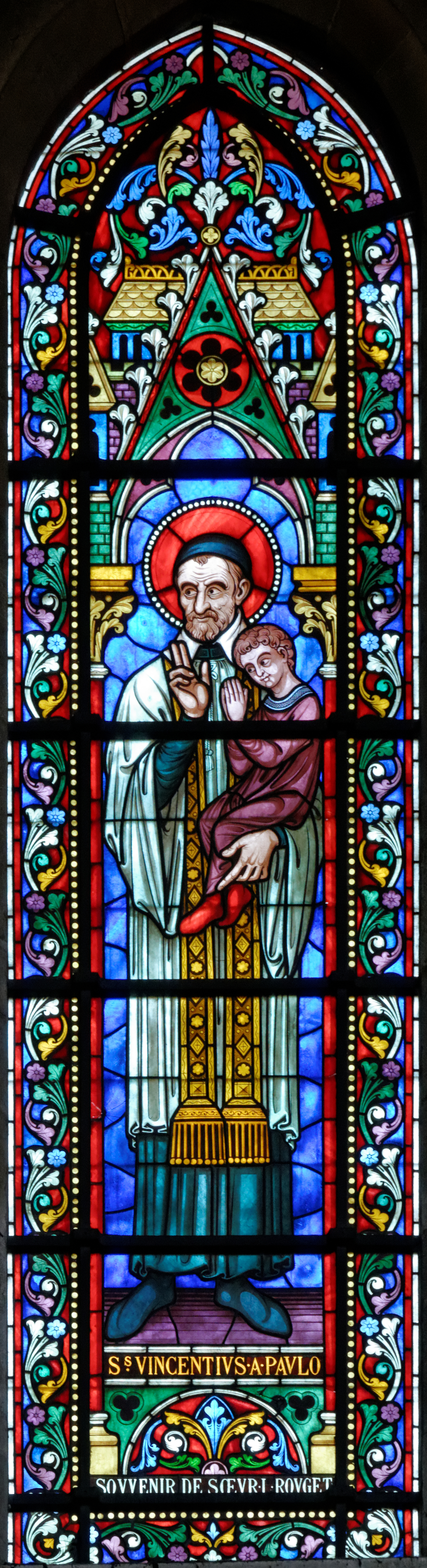
Brazo sur, san Vicente de Paul
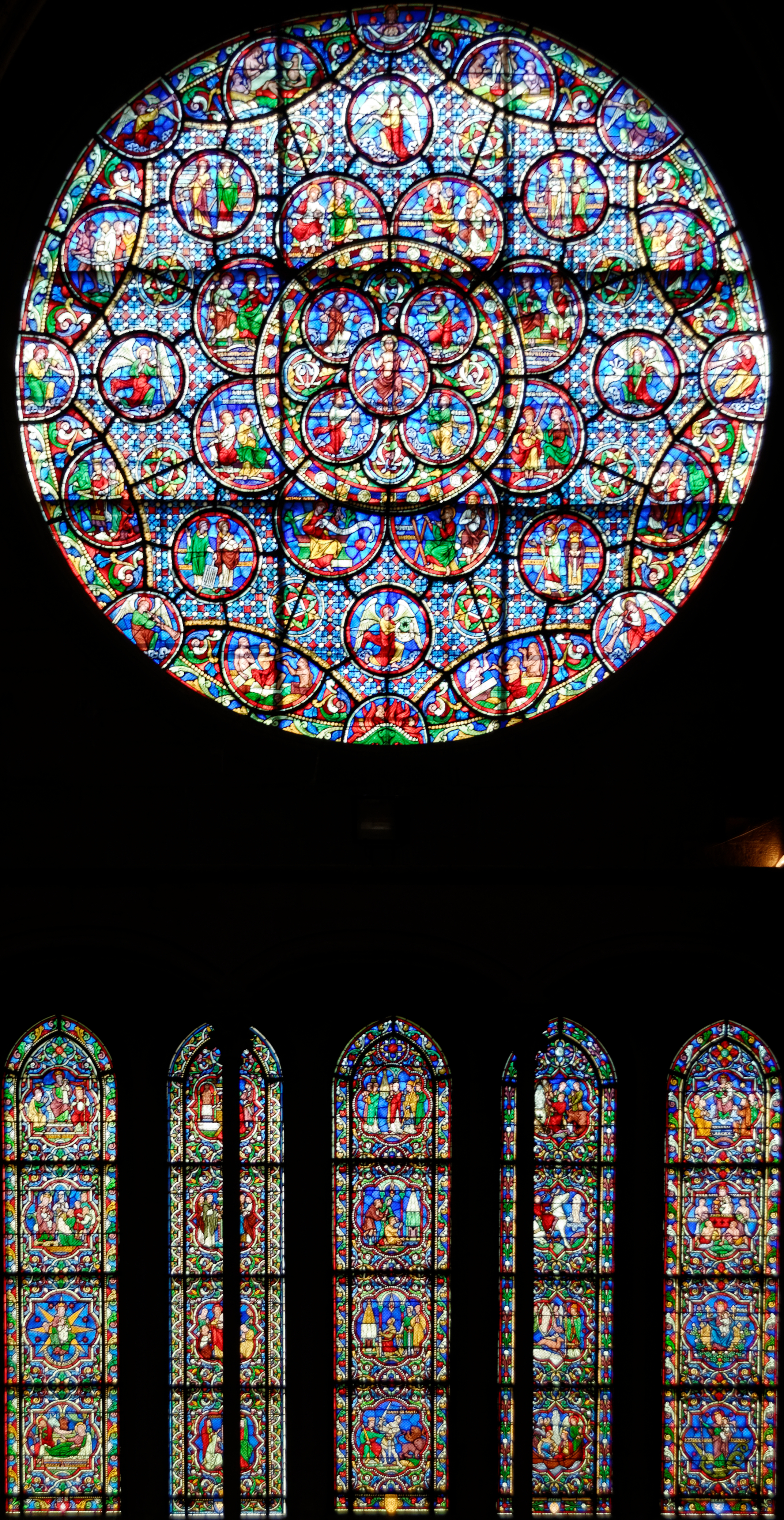
El transepto sur

## El órgano
Un primer órgano se dispuso sobre la tribuna en el siglo XVI. Jean-Philippe Rameau (1683-1764) tocó en este instrumento desde 1709 a 1713. En 1874, la restauración de la tribuna hizo necesario el desmontado del órgano. Un nuevo instrumento fue construido en 1893 e inaugurado en 1895. Su parte mecánica y acústica fue realizada por el constructor dijonés de origen belga Jean-Baptiste Ghys, y se encuentra en un bufé de estilo neogótico.

## La estatua de Nuestra Señora de la Buena Esperanza

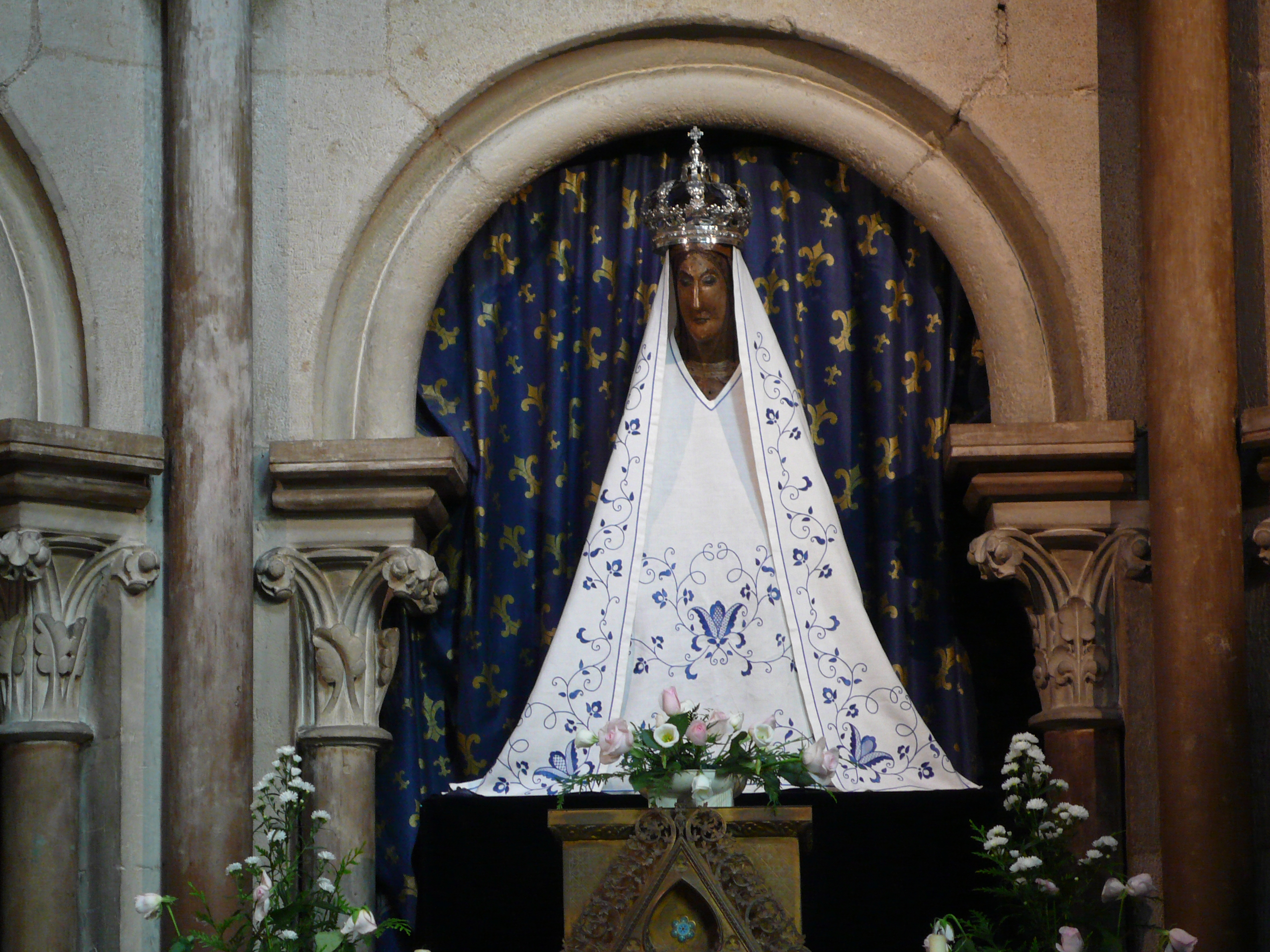
Notre-Dame de Bon-Espoir vestida con uno de sus aderezos, en 2007

En el absidiolo sur de la iglesia está expuesta, sobre un altar de orfebrería, estatua de madera llamada Nuestra Señora de la Buena Esperanza (Notre-Dame de Bon-Espoir). Datada en el siglo XI o XII, esta estatua de la Virgen es considerada una de las más antiguas de Francia. Originalmente era una Virgen sentada en un trono con el niño Jesús en su regazo. El asiento fue eliminado con anterioridad y la parte de atrás de la estatua fue aserrada y reemplazada por un trozo de madera. El niño Jesús desapareció durante la Revolución Francesa, en 1794. Nuestra Señora de la Buena Esperanza había ya perdido ambas manos en el siglo XVIII. En cambio, su rostro está casi enteramente indemne. Durante siglos, la estatua fue a menudo presentada coronada y vestida con un vestido. A partir de 1959, se decidió no cubrirla siempre con adornos, para que todos puedan ver totalmente esta estatua románica.
Originalmente, las vestimentas talladas de la Virgen llevaban una policromía románica y su rostro un color sepia claro apenas más oscuro que el tono natural de la piel. En el siglo XVI o en el XVII, la estatua fue pintada de negro, por una razón desconocida. En 1945, fue retirada esta capa de pintura, revelando la policromía original. Sin embargo, se aplicóun ligero tinte negro solo a la cara, para no romper con la tradición.
Después de la retirada final en 1963 de ese color negro que le cubría la cara, la estatua no puede ser considerada ya como una Virgen negra, dado que lleva su policromía románica original. Se puede escribir que es una antigua Virgen negra. Es conocida como Nuestra Señora de la Buena Esperanza. En el siglo XV los dijoneses llamaban a esta imagen de la Virgen «Notre-Dame de l'Apport» [Nuestra Señora de la Aportación]), es decir, «du marché» [del mercado]. El nombre de « Notre-Dame de l'Espoir » [Nuestra Señora de la Esperanza] también existía. Prevaleció desde la liberación de Dijon en 1513, y se convirtió en el siglo XVII en «Notre-Dame de Bon-Espoir» con (dos guiones de unión), y no «Notre-Dame du Bon-Espoir» [Nuestra Señora del Buen Esperar], que nunca existió.

### El sitio de Dijon de 1513
Se atribuye a Nuestra Señora de la Buena Esperanza varios milagros. En septiembre de 1513, el ejército suizo había sitiado y bombardeado Dijon, cuya situación parecía desesperada. El 11 de septiembre los dijoneses hicieron, en el barrio de Notre Dame, una procesión en la que llevaron la estatua de la Virgen. Dos días después, el 13 de septiembre, los suizos levantaron inesperadamente al campamento. Los dijoneses vieron en esta liberación la intervención de la Virgen. Un tapiz se tejió alrededor de 1515 para conmemorar el evento. Adornó Notre Dame hasta la Revolución, momento en el que fue vendido. El alcalde de Dijon lo compró en 1803 y lo depositó en el ayuntamiento, de donde pasó en 1832 al Museo de Bellas Artes de Dijon, donde está expuesto.
En septiembre de 1944, Dijon fue ocupada por el ejército alemán, que parecía resistir el avance de las tropas francesas. El 10 de septiembre, en una ceremonia en Notre Dame, el obispo de Dijon pidió públicamente a Nuestra Señora de la Buena Esperanza que protegiese a la ciudad de los temidos embates. En la noche del 10 de septiembre al 11, los alemanes dejaron Dijon y los franceses entraron en el 11.º aniversario de la procesión de 1513. Una vez más, los creyentes lo vieron como un milagro. Por iniciativa de particulares dijoneses, un tapiz que evoca tanto las liberaciones de 1513 como la de 1944 fue encargado a Dom Robert. Confeccionado desde 1946 a 1950 en la manufactura de los Gobelinos, fue colocado en 1950 en Notre Dame, donde se encuentra actualmente expuesto bajo el órgano.

## La lechuza

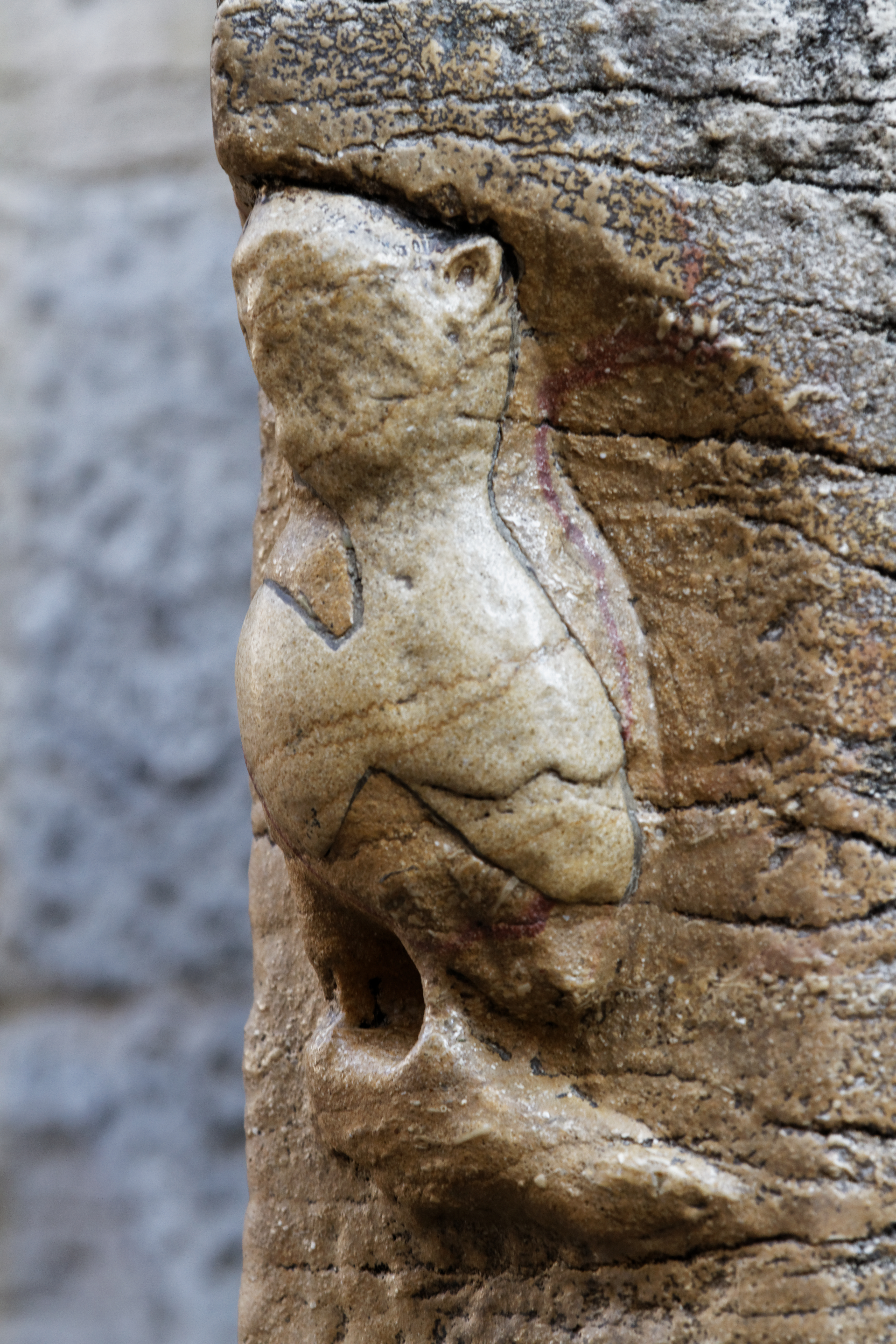
La lechuza después de 2001.

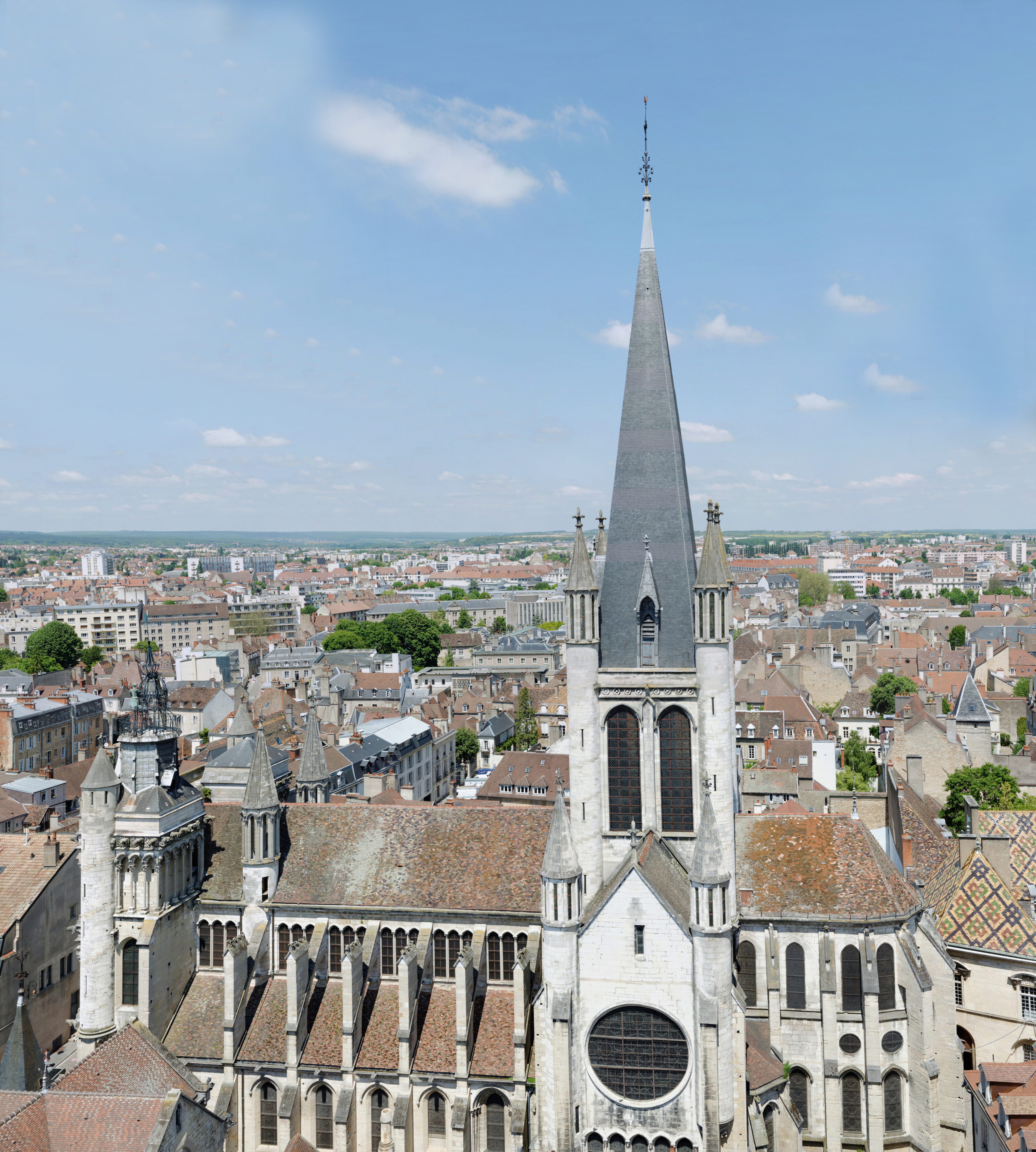
Iglesia de Notre-Dame desde la torre de Felipe el Bueno

En la calle de la Chouette [lechuaza], via peatonal que discurre por el lado norte de la iglesia y de la cabecera, una piedra de una capilla de Notre-Dame lleva una marca singular. En la esquina de un contrafuerte de una capilla está tallado un pájaro que los dijoneses llaman la lechuza. Su significado es desconocido. Para algunos, la lechuza podría ser una firma dejada allí por un cantero. Lo que es seguro es que no es la firma del arquitecto de la iglesia, porque este pájaro se talló en una capilla construida al final del siglo XV o principiodel XVI, varios siglos después de la construcción de Notre-Dame.
La lechuza está muy desgastada debido a una práctica supersticiosa que despierta: los dijoneses y los turistas acostumbran a acariciarla, con la mano izquierda, con la esperanza de que el voto que formulan se cumplirá. Por ello hoy en día la mayoría de los detalles de la escultura han desaparecido desde hace mucho tiempo.
El 5 de enero de 2001, un vándalo dio a la lechuza varios martillazos. Esta destrozo despertó la emoción de los dijoneses. En lugar de dejar la lechuza en ese estado o reemplazar el bloque de piedra en la que fue tallada, se decidió reparar las roturas. Un molde de la lechuza se había hecho en 1988 por un estatuario moldeador del Louvre. Sirvió como modelo para la reparación, que consistió en incrustar un fragmento de piedra, y luego patinarlo. Este trabajo se realiza a finales de enero y principios de febrero de 2001. Desde este incidente, un sistema de videovigilancia se ha puesto en marcha para prevenir la reincidencia. La lechuza restaurada fue inaugurada oficialmente el 12 de mayo de 2001.
Este suceso ha aumentado la popularidad de la escultura en la ciudad. La oficina de turismo la ha elegido en 2001 como un símbolo del «Parcours de la Chouette» [itinerario de la Chouette], un circuito turístico peatonal que recorre el centro histórico con marcas en el suelo de muchas flechas y frente a los principales monumentos, de veintidós placas cuadradas que llevan una lechuza grabada.